# Buch der Psalmen

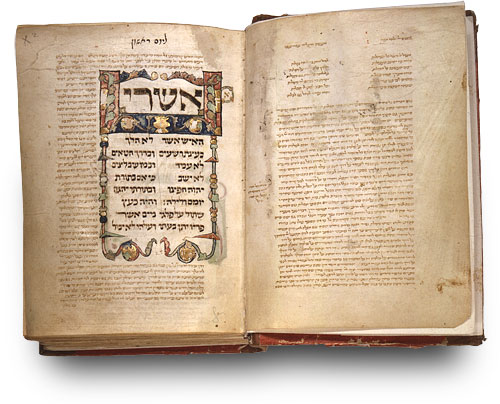
Psalm 1 im Parma-Psalter, einem der ältesten erhaltenen hebräischen Psalmbücher (13. Jahrhundert)

Das Buch der Psalmen, auch der Psalter genannt (hebräisch סֵפֶר תְּהִלִּים sefær təhillîm), ist eine Zusammenstellung von 150 poetischen, im Original hebräischen Texten innerhalb der Bibel. Als Gesamtkomposition vollzieht der Psalter eine Bewegung von der Klage (ab Psalm 3) zum Lob (gipfelnd in Psalm 150) und von einem Individuum, das die Tora meditierend „murmelt“ (Psalm 1), zu einem großen Gottesdienst mit Musik, in die zuletzt alles Lebendige einstimmt (Ps 150,6).
Im Hintergrund vieler Psalmen steht der Jerusalemer Tempel. Die ältere Forschung versuchte, anhand von Psalmen den frühen Jerusalemer Kult zu rekonstruieren. Die neuere Exegese ist hier viel zurückhaltender und sieht die Psalmen mehr als Literatur aus dem Umkreis des Tempels.
Viele Psalmen werden durch ihre Überschrift König David zugeschrieben, einige mit Situationen aus seinem Leben verbunden. Dieses Phänomen ist in der griechischen Übersetzung (Septuaginta-Psalter) ausgeprägter als im hebräischen Buch der Psalmen. In einem nächsten Schritt wurde der ganze Psalter in hellenistisch-frührömische Zeit unter die Verfasserschaft Davids gestellt und als sein „geistliches Tagebuch“ gelesen. Die weitere Rezeptionsgeschichte der biblischen Davidsfigur in Judentum und Christentum kombiniert den Kämpfer und Politiker David, wie er in den Samuelbüchern dargestellt ist, mit dem schwachen (vgl. beispielsweise Psalm 6 und Psalm 109) und von Feinden verfolgten Beter-Ich der Psalmen.
Im Judentum wie auch im Christentum war der Psalter zunächst ein privater Meditationstext, bevor Psalmen in die Liturgien von Synagogen und Kirchen integriert wurden.

## Name und Stellung im Kanon
| Ketuvim (Schriften) des Tanach                                                                      |
| --------------------------------------------------------------------------------------------------- |
| Sifrei Emet (poetische Bücher)                                                                      |
| - סֵפֶר תְּהִלִּים – Buch der Psalmen - אִיּוֹב – Ijob - מִשְלֵי שְׁלֹמֹה – Sprüche Salomos                          |
| חמש מגילות – Megillot (Festrollen)                                                                  |
| - רוּת – Buch Rut - שִׁיר הַשִּׁירִים – Hoheslied - קֹהֶלֶת – Kohelet - אֵיכָה – Klagelieder - אֶסְתֵּר – Buch Ester |
| Übrige                                                                                              |
| - דָּנִיּאֵל – Daniel - עֶזְרָא – Esra (einschließlich Nehemia) - דִּבְרֵי הַיָּמִים – Chronik (1–2 Chr)            |

| Lehr- bzw. Weisheitsbücher des Alten Testaments |
| --- |
| - Ijob (Hiob, Job) - Buch der Psalmen - Buch der Sprichwörter (Sprüche) - Kohelet (Prediger) - Hoheslied - Buch der Weisheit (katholisch und griech.-orthodox) - Jesus Sirach (Ecclesiasticus) (katholisch und griech.-orthodox) - Gebet des Manasse (griech.-orthodox) Namen nach dem ÖVBE. Pseudepigraphen der Septuaginta sind kursiv gesetzt. |

Die Bezeichnung hebräisch סֵפֶר תְּהִלִּים sefær təhillîm war bereits im 1. Jahrhundert v. Chr. bekannt; der früheste Beleg ist das Qumran-Manuskript 4Q491. Gemeint war damit eine Schriftrolle (sefær) mit einigen Psalmen, nicht unbedingt die Zusammenstellung von 150 poetischen Texten, wie sie der Masoretische Text bietet. Der unregelmäßige männliche Plural hebräisch תְּהִלִּים təhillîm geht auf die weibliche Singularform hebräisch תְּהִלָּה təhillāh zurück, mit der jedoch allein Psalm 145 überschrieben ist. Zur Wahl der Bezeichnung təhillîm für die gesamte Textsammlung hat möglicherweise der vom selben Wortstamm hebräisch הלל hll „preisen“ abgeleitete populäre liturgische Kehrvers Halleluja (hebräisch הַלְּלוּיָהּ halləlûjāh) beigetragen. Die Charakterisierung der Einzeltexte als hebräisch תְּהִלָּה təhillāh „Rühmung, Lobpreis, Lobgesang“ ist nicht unmittelbar plausibel, da der vordere Teil des Buchs viele Klagepsalmen enthält. Er erschließt sich durch die Gesamtkomposition, die nach Bernd Janowski einen „Erfahrungsweg“ von der Klage zum Lob abschreitet.
Die in der christlichen Tradition übliche Bezeichnung Buch der Psalmen geht zurück auf altgriechisch ψαλμός psalmós „Saitenlied“ vom Verb ψάλλειν psállein, „ein Saiteninstrument spielen“. Als die Hebräische Bibel in hellenistischer Zeit ins Griechische übersetzt wurde (Septuaginta), wählte man dieses Wort zur Wiedergabe von hebräisch מִזְמוֹר mizmôr „kantilierender Sprechgesang mit Saitenspielbegleitung“, mit dem 57 der 150 Psalmen überschrieben sind. Unter den großen spätantiken Septuaginta-Handschriften hat der Codex Vaticanus den Buchtitel altgriechisch ψαλμοί psalmoí „Saitenlieder“, der Codex Alexandrinus dagegen altgriechisch ψαλτήριον psaltḗrion, was hier wohl „Sammlung von Saitenliedern“ bedeutet. Hinter diesen Benennungen steht das Bild des ein Saiteninstrument spielenden David (vgl. 1 Sam 16,23 ). Er galt als Psalmdichter schlechthin.
In den jüdischen Bibelausgaben, der hebräischen Bibel (Tanach) nach masoretischem Text, also dem traditionellen jüdischen Kanon, stehen die Psalmen (Sefer Tehillim) am Anfang des dritten Hauptteils, Ketuvim (hebräisch כְּתוּבִים ‚Schriften‘) und dort meist am Anfang – die Abfolge der einzelnen biblischen Bücher ist aber nicht ganz festgelegt. 
Im christlichen Alten Testament gehört das Psalmenbuch zur Weisheitsliteratur und steht dort nach dem Buch Hiob/Ijob an zweiter Stelle.

## Entstehungszeit und -ort
Die Datierung der Einzelpsalmen ist mit großen Unsicherheiten behaftet. In ihrer jetzigen Textgestalt stammen die meisten Psalmen wahrscheinlich aus der Zeit des Zweiten Tempels (Perserzeit bis hellenistische Zeit bzw. 6.–2. Jahrhundert v. Chr.). Für eine Reihe von Psalmen wird aber eine ältere Vorform vermutet. Erich Zenger und Frank-Lothar Hossfeld machen hierzu folgende Vorschläge: Die Königspsalmen (Psalm 2, 18, 21, 45, 72 und 110) könnten aus den Feierlichkeiten bei der Einsetzung eines neuen Königs in Jerusalem stammen. Psalmen, die den Tempel als königliche Residenz JHWHs feiern (Psalm 24, 29, 93), können ebenso aus dem vorexilischen Jerusalemer Kult stammen wie die Zionshymnen (Psalm 46, 47, 48, 76). Die älteste Fassung von Psalm 80 könnte sich auf den Untergang des Nordreichs Israel 722 v. Chr. beziehen, Psalm 74 die Zerstörung des Jerusalemer Tempels im Jahr 586 v. Chr. beklagen. Bei anderen Psalmen gibt es Indizien, die für eine späte Entstehung sprechen. So setzen die Psalmen 105 und 106 möglicherweise den Pentateuch in seiner Endgestalt voraus und wären dann erst nach 400 v. Chr. verfasst worden. Einige Psalmen sind Neubearbeitungen von ebenfalls im Psalter vorhandenen Psalmen und entsprechend jünger. Beispielsweise ist Psalm 144 eine Relecture von Psalm 18 unter Benutzung der Psalmen 8 und 139.

## Psalmen als Poesie
Psalmen tragen die Kennzeichen hebräischer Poesie. Diese hat Ähnlichkeit mit ugaritischer, akkadischer und sumerischer Poesie und unterscheidet sich von Lyrik in europäischen Sprachen.
Neben lautlichen Phänomenen (Assonanzen, Reime) ist der Parallelismus membrorum (lateinisch: „Parallelität der Versglieder“) ein Strukturmerkmal des Verses. Als „Vers“ gilt dabei eine zwei-, seltener dreigliedrige Einheit. Diese Glieder werden als Kolon (Plural: Kola) bezeichnet (Bikolon: zweigliedrig, Trikolon: dreigliedrig). In der Literatur zu Psalmen begegnet auch der Begriff Stichos, der uneinheitlich für einen Vers oder Halbvers gebraucht wird.

### Parallelismus membrorum

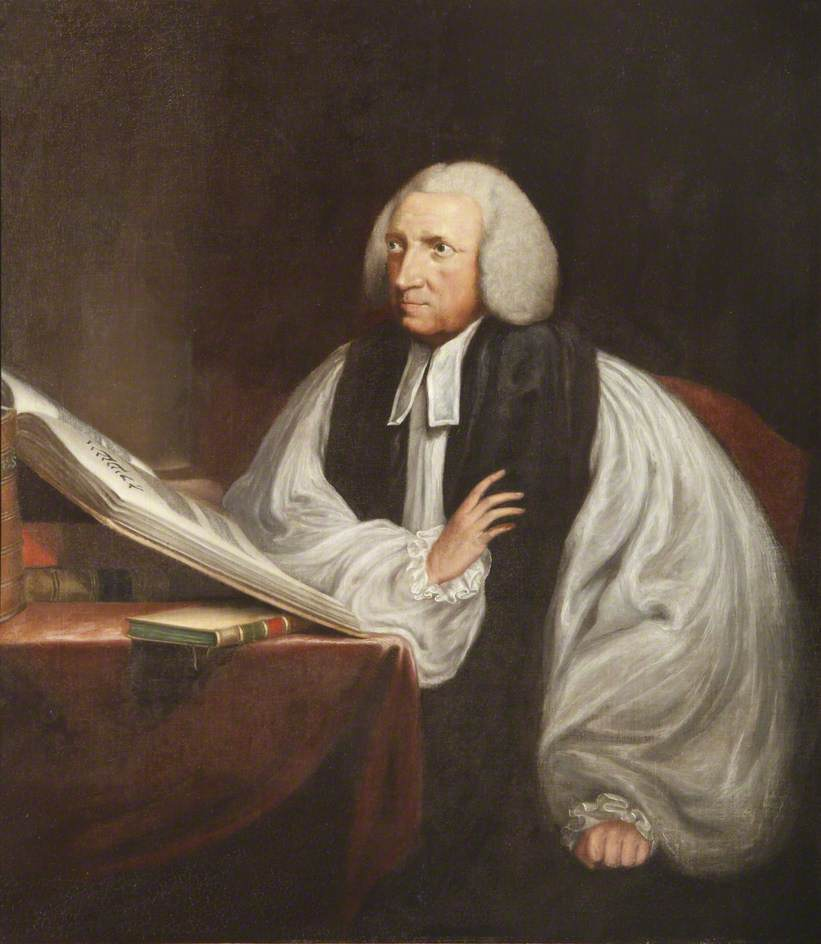
Robert Lowth, Entdecker des Parallelismus membrorum

Einen Parallelismus membrorum erkennt man daran, dass einzelne Elemente der Kola einander formal und inhaltlich so entsprechen, dass daraus eine Sinneinheit – der Vers – entsteht. Die Art der Entsprechung kann unterschiedlich sein; diese Beobachtung nutzte Robert Lowth 1778 zu einer Typologie der hebräischen Poesie. Der Parallelismus membrorum ist eine Konvention (nicht nur) der hebräischen Versdichtung, wird aber gern auch anthropologisch gedeutet: Dahinter stehe die Erfahrung, dass sich die Realität nicht direkt erfassen lasse, sondern aus zwei verschiedenen Perspektiven oder durch Hinzunahme des Gegenteils betrachtet werden sollte.
Heute unterscheidet man fünf Typen von Parallelismen, die im Psalter vorkommen:
1. synonymer Parallelismus;
2. synthetischer Parallelismus;
3. antithetischer Parallelismus;
4. parabolischer Parallelismus;
5. klimaktischer (auch: repertierender oder tautologischer) Parallelismus.

Synonymer Parallelismus
Beispiel:
„Was ist der Mensch, dass du seiner gedenkst /

und das Adamskind, dass du dich um ihn kümmerst?“

(Ps 8,5 )
„Mensch“ und „Adamskind“ entsprechen sich ebenso wie „gedenken“ und „sich kümmern.“ Anstelle der Form A B // A’ B’, die hier gewählt wurde, kann der synonyme Parallelismus auch chiastisch gebaut sein: A B // B’ A’. Der poetische Reiz besteht darin, die feinen Unterschiede zwischen beiden Versteilen wahrzunehmen.
Synthetischer Parallelismus
Beispiel:
„JHWH ist mein Licht und mein Heil.

Vor wem sollte ich mich fürchten?“

(Ps 27,1 )
Der zweite Versteil führt den ersten ergänzend fort, ohne dass parallele Elemente festgestellt werden können. Es ist also eigentlich kein „Parallelismus“. Trotzdem hat sich die von Lowth begründete Klassifizierung derartiger sequenziell gebauter Verse als Parallelismus bewährt.
Antithetischer Parallelismus
Beispiel:
„Es hilft auf den Armen JHWH

er erniedrigt die Frevler bis zur Erde.“

(Ps 147,6 )
„Aufhelfen“ und „erniedrigen“ sind Gegensätze, ebenso wie „Arme“ und „Frevler“. Wer dieses letztere Gegensatzpaar erkennt, hat damit auch eine inhaltliche Botschaft verstanden: Arme Menschen sind moralisch positiv qualifiziert.
Parabolischer Parallelismus
Beispiel:
„Wie sich ein Vater über Kinder erbarmt,

so erbarmt sich JHWH über die, die ihn fürchten.“

(Ps 103,3 )
Im ersten Kolon findet sich die Bildhälfte, im zweiten die Sachhälfte eines Vergleichs.
Klimakterischer Parallelismus
Beispiel:
„Es erhoben Wasserströme, JHWH,

es erhoben Wasserströme ihre Stimme,

es erhoben Wasserströme ihr Tosen.“

(Ps 93,3 )
Dieser Parallelismus, meist ein Trikolon, entwickelt einen Gedanken stufenartig weiter und wiederholt dabei das Schlüsselwort (hier: „Wasserströme“). Er ist im Psalter relativ selten, aber in poetischen Texten aus Mesopotamien häufig anzutreffen.

### Hebräische Metrik
Dass der Parallelismus membrorum so hervortritt, liegt auch daran, dass die Lautgestalt der Psalmen und damit Alliteration, Rhythmus und Reim nicht sicher rekonstruierbar sind, da der hebräische Konsonantentext erst im Frühmittelalter mit Vokal- und Akzentzeichen versehen wurde. Man weiß also nicht, wie die Psalmen zur Zeit ihrer Entstehung geklungen haben.
Nach Klaus Seybold lassen sich mit Hilfe des akzentuierenden Systems (Hauptakzent auf jedem Wort) in den Psalmen mehrere Rhythmen „leidlich“ wahrnehmen:
- Metrum des Weisheitsspruchs (Maschal), sehr häufig: 3+3;
- Staccato-Vers, als Zweier oder Vierer: 2+2/4+4;
- Metrum der Totenklage (Qina): 3+2. Hier ein Beispiel des „hinkenden“ Qina-Metrums: „Gefallen ist, nicht steht wieder auf / die Jungfrau Israel.“ Am 5,1 EU[19]

Klangliche Beobachtungen am Text eines Psalms erhalten dann besonderes Gewicht, wenn sie mit formalen und inhaltlichen Beobachtungen übereinstimmen. So steht Ps 90,11-12  inhaltlich und formal im Zentrum von Psalm 90, und ausgerechnet hier begegnen Sprachrhythmus und Endreim:
מִֽי־יֹ֭ודֵעַ עֹ֣ז אַפֶּ֑ךָ וּ֝כְיִרְאָתְךָ֗ עֶבְרָתֶֽךָ׃

לִמְנֹ֣ות יָ֭מֵינוּ כֵּ֣ן הֹודַ֑ע וְ֝נָבִ֗א לְבַ֣ב חָכְמָֽה׃
 Mî-jôde‘a ‘oz ’appækhā ukhəjir’ātəkhā ‘ævrātækhā

Limnôt jāmênû ken hôda‘, wənāvi’ ləvav ḥåkhmāh

Wer erkennt die Macht deines Zorns und, wie du zu fürchten bist, dein Überwallen!

Unsre Tage zu bestimmen, laß es recht kennen, daß ein Herz der Weisheit einkomme uns!

(Übersetzung: Buber/Rosenzweig)

### Struktursignale
Innerhalb des Psalms gruppieren sich die Verse (Bi-, seltener Trikola) auf verschiedene Weise. Ein Vers kann mehrmals wiederholt und so zum Refrain werden, der Strophen markiert. Psalm 119 teilt sich in Strophen zu je acht Versen, die jeweils mit dem gleichen Buchstaben beginnen. So geht dieser lange Psalm von Alef bis Taw das gesamte hebräische Alphabet durch. Weitere Beispiele für alphabetische Akrosticha sind die Psalmen 9/10, 25, 111, 112. Den Beginn einer neuen Strophe können Tempuswechsel, Wechsel der Sprechrichtung oder Signalwörter (zum Beispiel: hebräisch אך ’akh „fürwahr“, hebräisch ועתה wə‘attāh „und nun“, hebräisch ואני wa’ǎnî „ich aber“) andeuten; oft kommen mehrere dieser Struktursignale zusammen.

## Musikalische Aufführung
Eine Instrumentalbegleitung des Psalmgesangs wird in den Psalmen selbst häufig erwähnt, in erster Linie mit gezupften oder geschlagenen Saiteninstrumenten. Auch Handpauke (eher für Umzüge und Tänze) und Langflöte kommen vor. Man kann aber nicht direkt von der Nennung der Instrumente auf die Kultmusik im Tempel rückschließen, wie Psalm 150 illustriert. Eröffnet vom Signalton des Schofar, vereinen sich im großen Finale des Psalters kultische und profane Musikinstrumente zu einem imaginären Orchester als Begleitung für das vielstimmige, gesungene Gotteslob.
Die Psalmenüberschriften enthalten Angaben zur Aufführungspraxis, diese sind allerdings dunkel. Ansatzpunkt für die Interpretation ist, dass einige der Fachbegriffe im 1. Buch der Chronik in einer Liste des Kultpersonals ebenfalls vorkommen: 1 Chr 15,19–21  nennt die Obersänger Heman, Asaf und Etan, die mit bronzenen Zimbeln musizieren, „um zu Gehör zu bringen“ (hebräisch להשׁמיע ləhašmîa‘), und zwei Gruppen von Musikern zweiten Ranges:
- eine Gruppe mit Harfen „nach Alamot“ (hebräisch על־עלמות ‘al-‘alāmôt, ebenfalls in der Überschrift von Psalm 46) und
- eine Gruppe mit Leiern „auf dem achtsaitigen Instrument“ (hebräisch על־השׁמינית ‘al-haššəmînît, ebenfalls in der Überschrift von Psalm 6 und Psalm 12), „zum Leiten“ (hebräisch לנצח lənaṣṣeaḥ).[24]

Das zuletzt genannte „Leiten“ des Gesangs begegnet als Partizip in der Überschrift von 55 Psalmen. Der „Leitende“ wird üblicherweise übersetzt als „Musikmeister, Dirigent, Chormeister.“
In 39 Psalmen begegnet, teilweise mehrfach, das Struktursignal Sela (hebräisch סלה sælāh). Es ist wahrscheinlich erst von der Psalterredaktion in den Text eingesetzt worden. Für die Interpretation geht man von dem zugrunde liegenden Verb s-l-h aus, das „aufschütten, erheben“ bedeutet. Versteht man sælāh als musikalischen Fachbegriff, führt dies zu Interpretationen wie: Erheben der Stimme, Pausen- oder Wiederholungszeichen. Der Septuaginta-Übersetzer verstand sælāh als musikalisches Zwischenspiel (altgriechisch διάψαλμα diápsalma). Es ist aber auch möglich, dass es sich um einen Hinweis an den Kopisten handelt, hier einen Zwischenraum zu lassen.

## Form- und Gattungskritik
Die Grundidee der Form- und Gattungskritik ist, dass es kulturtypische Textsorten gibt, die man an ihrem Inhalt und an bestimmten äußeren Merkmalen erkennen kann. Um diese Textsorten verstehen zu können, muss man sie von ihrem Anlass her interpretieren. Dieser „Sitz im Leben“ wurde von der Formkritik bei vielen Psalmen im Tempelkult vermutet. Die neuere Forschung ist zurückhaltender darin, den Gottesdienst im Tempel rekonstruieren und Psalmen darin ihren Platz zuweisen zu können. „Vielmehr dient die Gattungsbestimmung der Erschließung sprachlicher und textlicher Phänomene auf der literarischen Ebene.“

### Forschungsgeschichte
Johann Gottfried Herder forderte, die Psalmen in ihrer Eigenart und aus ihrer orientalischen Kultur heraus zu verstehen (Vom Geist der ebräischen Poesie, 1782/83). Wilhelm Martin Leberecht de Wette übernahm in seiner Weimarer Zeit Anregungen Herders: Das Buch der Psalmen definierte de Wette als „lyrische Anthologie“, die einzelnen Psalmen zeigten die menschlichen Emotionen als Reaktion auf das Göttliche (Kommentar über die Psalmen, 1811). De Wette las die Psalmen als Einzeltexte mit ästhetischer Fragestellung und vor dem Hintergrund der Romantik.
Im späten 19. Jahrhundert wurden poetische Texte aus Mesopotamien und Ägypten neu erschlossen. Dieses reiche Vergleichsmaterial nutzte Hermann Gunkel, der mit seinem Kommentar zum Psalter und mit seiner postum veröffentlichten Einleitung in die Psalmen (1933, abgeschlossen von Joachim Begrich) eine neue Epoche der Psalmenforschung begründete. Gunkels Typenlehre klassifizierte jeden einzelnen Psalm nach drei Kriterien:

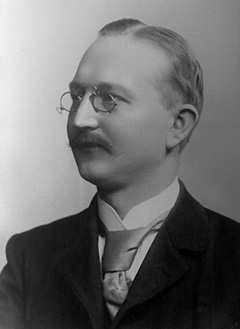
Hermann Gunkel

- Welche Formensprache wird verwendet?
- Von welchen Motiven macht der Verfasser Gebrauch?
- Für welchen gottesdienstlichen Anlass wurde der Psalm verfasst?

Wenn mehrere Psalmen in diesen drei Kriterien übereinstimmen, sind sie im Sinne Gunkels eine Gattung. So wurde für Gunkel hinter der Vielfalt der Psalmen eine relativ begrenzte Anzahl an Gattungen erkennbar:
1. Hymnen
2. Klagelieder des Volkes
3. Königspsalmen
4. Klagelieder des Einzelnen
5. Danklieder des Einzelnen
6. Kleinere Gattungen: Segens- und Fluchworte, Wallfahrtslied, Siegeslied, Danklied Israels, Legende, Tora
7. Prophetische Gattungen
8. Weisheitsdichtung in den Psalmen
9. Mischungen, Wechselgedichte und Liturgien.

Gunkel sah im Psalter ein „Andachts- oder Hausbuch für den frommen Laien“, in die ein Grundbestand bekannter und beliebter Lieder aus dem Gottesdienst aufgenommen worden sei. Fast alle Psalmen seien „für den Privatgebrauch geeignet“, und dies sei im Blick auf das Buch der Psalmen insgesamt „der Annahme eines kultischen Zweckes nicht günstig.“

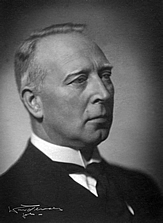
Sigmund Mowinckel

Sigmund Mowinckel, ein akademischer Schüler Gunkels, interpretierte in seinen Psalmenstudien (1921–1924) die Psalmen dagegen größtenteils als Kultlyrik. Er postulierte ein israelitisches Neujahrsfest, das als Kultdrama (Thronbesteigungsfest JHWHs) begangen worden sei. Im deutschsprachigen Raum wurde die kultgeschichtliche Interpretation stark modifiziert vertreten, unter anderem von Artur Weiser und Hans-Joachim Kraus in ihren jeweiligen Kommentarwerken zum Psalter. Im angelsächsischen und skandinavischen Raum dominierte in der Nachfolge Mowinckels die Kultgeschichtliche Schule: Ein Kreis um Jane Ellen Harrison in Cambridge machte anthropologische (James George Frazer) und soziologische (Émile Durkheim) Ansätze für das Verständnis der griechischen Religion fruchtbar. Die Thesen dieser Cambridge Ritualists wurden in der klassischen Philologie wenig rezipiert, sehr stark dagegen in der alttestamentlichen Wissenschaft (Samuel Henry Hooke: Myth and Ritual, 1933). Im gesamten Vorderen Orient und deshalb auch in der israelitischen Religion gebe es ein gemeinsames mythisch-rituelles Muster, dem die Vorstellung des sakralen Königtums zugrunde liege. Im skandinavischen Raum wurden Mowinckels Impulse von der Uppsala-Schule weiterentwickelt (Geo Widengren u. a.). Obwohl die Form- und Gattungskritik in der Art Gunkels stets ihre Vertreter hatte, war die stärker kultische Deutung der Einzelpsalmen und des Psalters im Verlauf des 20. Jahrhunderts einflussreicher. „Das Psalmenbuch wurde so für weite Teile der Forschung und in der theologischen und kirchlichen Wahrnehmung zum Gesangbuch des Tempels in nachexilischer Zeit.“ Ein klassisches Thema der formgeschichtlichen Psalmendeutung ist die Annahme von Toreinzugsliturgien: Man nahm an, dass Priester den Tempelbesuchern Fragen zu ihrem ethischen und religiösen Verhalten stellten und je nachdem wie die Antworten ausfielen, Zugang zum Tempel gewährten oder verweigerten. Heute wird der Jerusalemer Tempel eher als Hintergrund vieler Psalmen gesehen, ohne diese Texte direkt in hypothetischen Tempelliturgien zu verorten.
Frank-Lothar Hossfeld und Erich Zenger rechnen damit, dass Jerusalemer Tempelmusiker Psalmen schufen, die dann im Tempel aufgeführt wurden. Sie erwägen, dass die in Psalmenüberschriften genannten Asaf und Korach bekannte Psalmkomponisten gewesen seien, nach denen sich Schulen von Tempelmusikern benannten. Ob einige der im Psalter enthaltenen Dichtungen nach dem Vorbild der Jerusalemer Tempelmusik verfasst wurden, ohne aber in ihrer jetzigen Form im Tempel aufgeführt worden zu sein (Hossfeld und Zenger), oder ob sie aus dem Tempelkult stammten, aber im Zug der Überlieferung davon gelöst und mit anderen Psalmen kombiniert wurden (Klaus Seybold), ist umstritten. Viele Exegeten stimmen aber darin überein, dass der Psalter nicht das „Kultliederbuch“ des Zweiten Tempels gewesen sei. Beat Weber bezeichnet dieses literarische, nachkultische Verständnis des Psalters als in Kontinentaleuropa vorherrschend. Es werde aber von Autoren herausgefordert, die die kommunikativ-dialogische Struktur der Psalmen stärker betonen und deshalb für ein liturgisches Verständnis dieser Texte plädieren.
Viele Psalmen stammen indes aus dem privaten und familiären Kult. Hier schlagen Hossfeld und Zenger vor, dass „Ritualspezialisten“ für Privatpersonen passende Psalmen schufen, die sie ihnen zur Verfügung stellten, eventuell auch für sie vortrugen und anschließend sammelten. Seybold betont, dass die meisten persönlichen Texte nicht als Formulare verfasst worden seien, sondern von Individuen in konkreten Situationen niedergeschrieben und dann als Votivgabe zum Tempel gebracht worden seien. Dort seien sie gesammelt, bearbeitet und der Öffentlichkeit zugänglich gemacht worden.

### Psalmengattungen
Einige von Gunkel beschriebene Gattungen werden weiterhin zur Interpretation von Psalmen verwendet; interessant sind hierbei die gattungstypischen Elemente: Hymnus, Klage des Einzelnen (abgekürzt: KE), Dank des Einzelnen (DE) und Klage des Volkes (KV). Davon zu unterscheiden ist die Zusammenstellung formgeschichtlich verschiedener Psalmen mit gemeinsamer Thematik (Königspsalmen, JHWH-Königs-Psalmen, Zionspsalmen, Schöpfungspsalmen usw.)

#### Hymnus
Beispiel:
„Lobt JHWH, alle Völker,

rühmt ihn, alle Nationen!

Denn mächtig waltet über uns seine Huld,

die Treue JHWHs währt in Ewigkeit

Halleluja!“

(Psalm 117)
In diesem kürzesten Psalm des Psalters ist alles beisammen, was einen imperativischen Hymnus ausmacht: dem Lobaufruf folgt der Hauptteil (Corpus hymni), eingeleitet mit „denn“ (hebräisch כי kî). Im Corpus hymni wird das Gotteslob begründet, indem Gottes Wesen beschrieben wird: die Schlüsselbegriffe sind hebräisch חסד ḥæsæd „Güte, Liebe, Freundlichkeit, Wohlwollen, Barmherzigkeit, Gunst“ (Einheitsübersetzung: „Huld“) und hebräisch אמת ’æmæt „Festigkeit, Beständigkeit; Zuverlässigkeit, Ehrlichkeit, Treue“. Ob das abschließende Halleluja als Abgesang zu verstehen ist, kann dabei offen bleiben; einen Abgesang haben nicht alle Hymnen. In den Handschriften wurde dieser kurze Text manchmal Psalm 116 oder Psalm 119 zugeschlagen. Die Gattungsbestimmung liefert dagegen Argumente, den Text als eigenständiges, abgeschlossenes Gedicht zu verstehen.
Der „Sitz im Leben“ eines Hymnus ist für die Klassiker der Formkritik der Tempelkult. Man versucht also, einen Anlass zu rekonstruieren, bei dem die Tempelmusiker den kurzen Psalm aufführten. Für die Redaktionskritik (siehe unten) hat Psalm 117 dagegen eine wichtige Funktion in der Psalmkomposition 113–118. Vielleicht wurde er sogar für diesen Zusammenhang geschrieben. Als Hymnus ruft er beim Leser das Bild eines Tempelgottesdienstes auf; dies ist sozusagen sein „literarischer Sitz im Leben“ bzw. „Sitz in der Literatur.“

#### Klagelied des Einzelnen (Individualklage)
Mit rund 40 Psalmen ist die Individualklage im Psalter sehr häufig vertreten. Psalm 13 gilt als Musterbeispiel und zeigt die typischen Elemente:
- Anrufung Gottes und Klage („Bis wann …?“)
- Bitte („Schau her, antworte mir!“), oft mit einer Begründung („denn“, „damit nicht“)

Stimmungsumschwung
- Vertrauensbekenntnis und Lobgelübde

Der Stimmungsumschwung, typisch für die Individualpsalmen, ist ein abrupter Wechsel von der Klage zum Lob und Dank. An dieser Stelle könnte dem Beter die Erhörung seiner Bitte zugesprochen worden sein (vgl. Klgl 3,57 ); wie man sich das vorstellt, hängt von Hypothesen über den institutionellen Rahmen ab, in dem die Individualklagen gebetet wurden. Uwe Rechberger plädiert dafür, den traditionellen Begriff „Stimmungsumschwung“ durch den offeneren Begriff „Wende“ zu ersetzen: zum einen, weil es nicht um ein punktuelles Ereignis gehe, sondern um einen Weg von der Klage zum Lob, den der Beter des Textes geführt werde (und wozu er den Psalm möglicherweise wiederholt durchbete), zweitens, weil die subjektive Gestimmtheit ein neuzeitliches Phänomen sei.

#### Danklied des Einzelnen
Dieser Gattung lassen sich rund 20 Psalmen zuweisen. Im Hintergrund steht, dass mit den Ritualen des Tempels unter anderem eine Reintegration des Einzelnen in die Gemeinschaft ermöglicht wurde: hebräisch תודה tôdāh bedeutet sowohl „Danklied“ als auch „Dankopfer.“ Dankbare Einlösung eines Gelübdes, Darbringung eines Opfertiers und anschließendes Festmahl mit dem Fleisch des geschlachteten Tieres bilden eine „kommunikative Situation“, die in einigen Psalmen dieser Gattung anklingt. Gattungstypische Elemente sind: Auf die Anrede Gottes als „Du“ folgt die Erzählung, wie Gott („er“) geholfen hat. Quasi als Zitat aus einem Klagepsalm, kann dabei die frühere Notsituation in Erinnerung gerufen werden.

#### Kollektiver Klage- und Bittpsalm
Eine kollektive Größe („Volk“) tritt bei dieser Gattung an die Stelle des Einzelnen und beklagt politische Katastrophen, wie die Zerstörung Jerusalems und des Tempels (Beispiel: Psalm 79). Die Gliederung ist mit der Individualklage vergleichbar:
- Anrufung Gottes und Klage;
- Bitte, oft mit einer Begründung;
- Vertrauensbekenntnis und Lobgelübde.

In kollektive Klage- und Bittpsalmen werden verschiedene Strategien verfolgt, um JHWH zum Eingreifen zu bewegen:
- Die Beter erinnern sich an Gottes machtvolle Taten in der Vergangenheit und kontrastieren sie mit der Gegenwart, schöpfen daraus aber auch Hoffnung auf eine zukünftige Rettung. JHWH handelt in Vergangenheit, Gegenwart und Zukunft (Heilsgeschichte).
- JHWH wird an seinen Namen und seine Ehre erinnert. Wenn die Feinde über Israel spotten, trifft das auch Israels Gott.
- Die Gemeinde legt ein Sündenbekenntnis ab oder, alternativ, beteuert ihre Unschuld.

Ein Text aus der prophetischen Überlieferung, Joel 1–2, zeigt in wenn auch stilisierter Form, wie eine Klagefeier ablief. In Bezug auf die kollektiven Klagepsalmen wird diskutiert, ob sie auch in eine derartige Liturgie eingebettet waren und ein Prophet nach dem Psalm ein Orakel verkündete. Sumerische, babylonische und hethitische Texte enthalten vergleichbare Liturgien.

## Themen
Gerhard von Rad charakterisierte die Psalmen als „Antwort Israels“ auf seinen Gott. Die Psalmen sprechen im Rahmen dieser „Antwort“ Grundfragen der Anthropologie an sowie die Themenfelder Tempel und Kult, Kosmos und Chaos, Schöpfung und Geschichte.

### Menschenbild

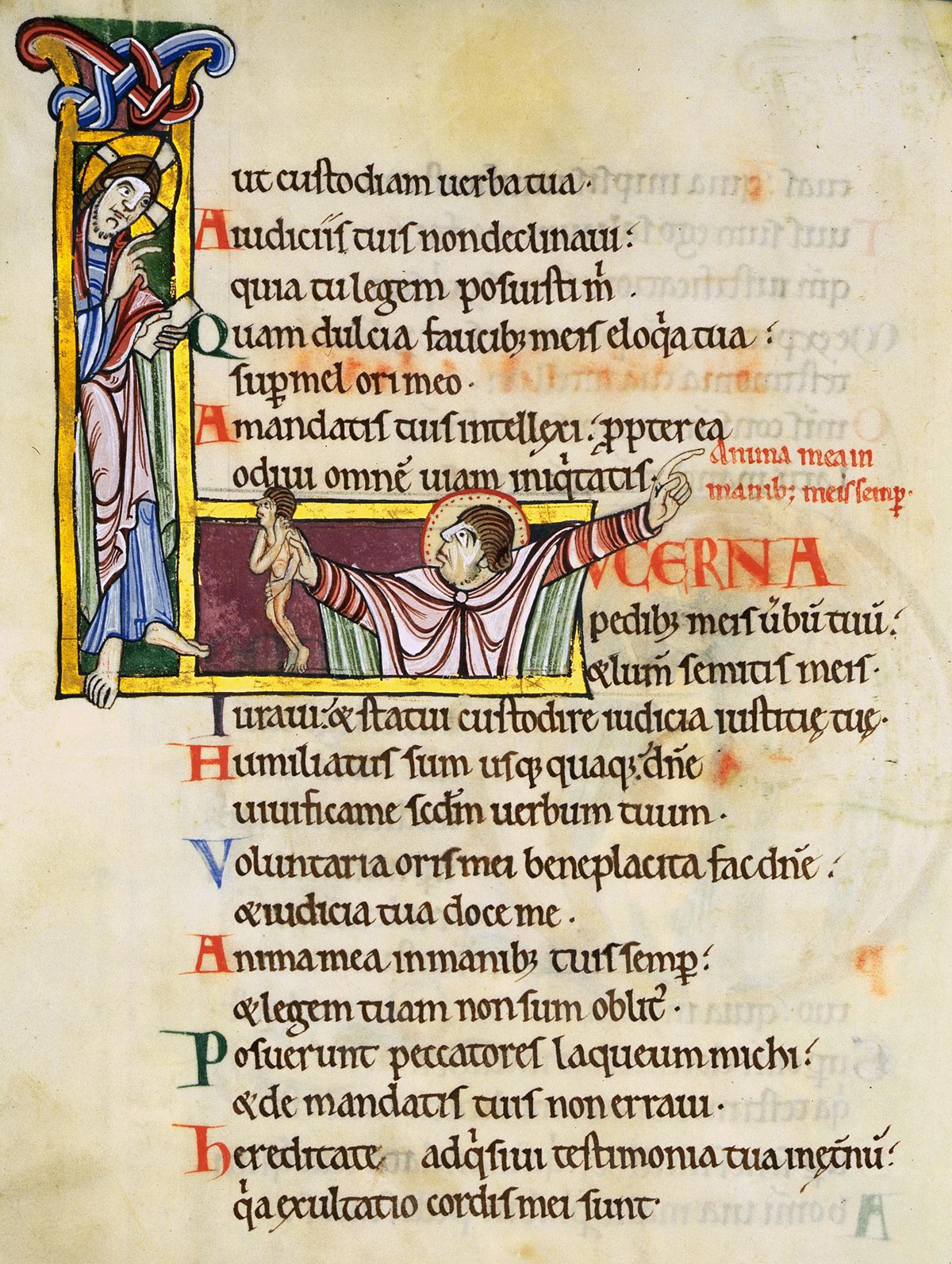
In mittelalterlichen Psalterillustrationen wurde die Nefesch (lateinisch: anima) durch einen Miniatur-Menschen dargestellt. Hier hält der Beter seine Nefesch in der Hand: Psalm 118^{VUL}, Vers 109 im Albani-Psalter

Das Menschenbild der Psalmen ist dadurch gekennzeichnet, dass die großen inneren Organe des Menschen zwar bekannt waren, ihre anatomische Funktion aber nicht. Sie wurden daher als Sitz verschiedener Emotionen verstanden. Das Herz hat eine Sonderstellung. Denn es steht zwar auch für vegetative Prozesse und freudige oder ängstliche Erregung (was durch Wahrnehmung des Herzschlags ja naheliegt), vor allem aber wurden hier Denkprozesse verortet: Erinnern und Erkennen einerseits, Planen und Wollen andererseits. Die Nieren bilden unter den Organen eine Art Gegenpol zum Herzen; sie stehen für die verborgensten Impulse des Menschen.
Die Nefesch (hebräisch נֶפֶשׁ næfæš) ist ein für die Anthropologie der Psalmen zentraler Begriff, der oft mit Seele übersetzt wird, zutreffender aber (nach einem Vorschlag von Horst Seebass) als „die Vitalität, die Lebensenergie, die Lebenskraft“ zu verstehen ist. Besonders deutlich wird dies in Psalm 42, wo die leidende Nefesch metaphorisch mit einer dürstenden Hirschkuh verglichen wird.
Es ist beim Lesen der Psalmen oft schwer zu entscheiden, ob da ein kranker Mensch spricht, der deswegen von seinen Mitmenschen missachtet wird, oder ein sozial angefeindeter Mensch, der darauf mit körperlichen Symptomen reagiert. „Leibsphäre und Sozialsphäre, Körperbild und Sozialstruktur entsprechen sich.“ Die Individualklagen thematisieren immer wieder den sozialen Tod: Anfeindung, Missachtung, Einsamkeit. Diese Erfahrung von Desintegration wird in den Klagepsalmen als Todesnähe bezeichnet, und wenn keine Wende zum Besseren eintritt, ist letztlich auch der biologische Tod zu erwarten.
Eine individuelle Biografie der klagenden Person wird nicht erkennbar, die Sprache bleibt generalisierend und typisierend. Das unterstützt ihre „Nachsprechbarkeit“.

### Feinde des Beters

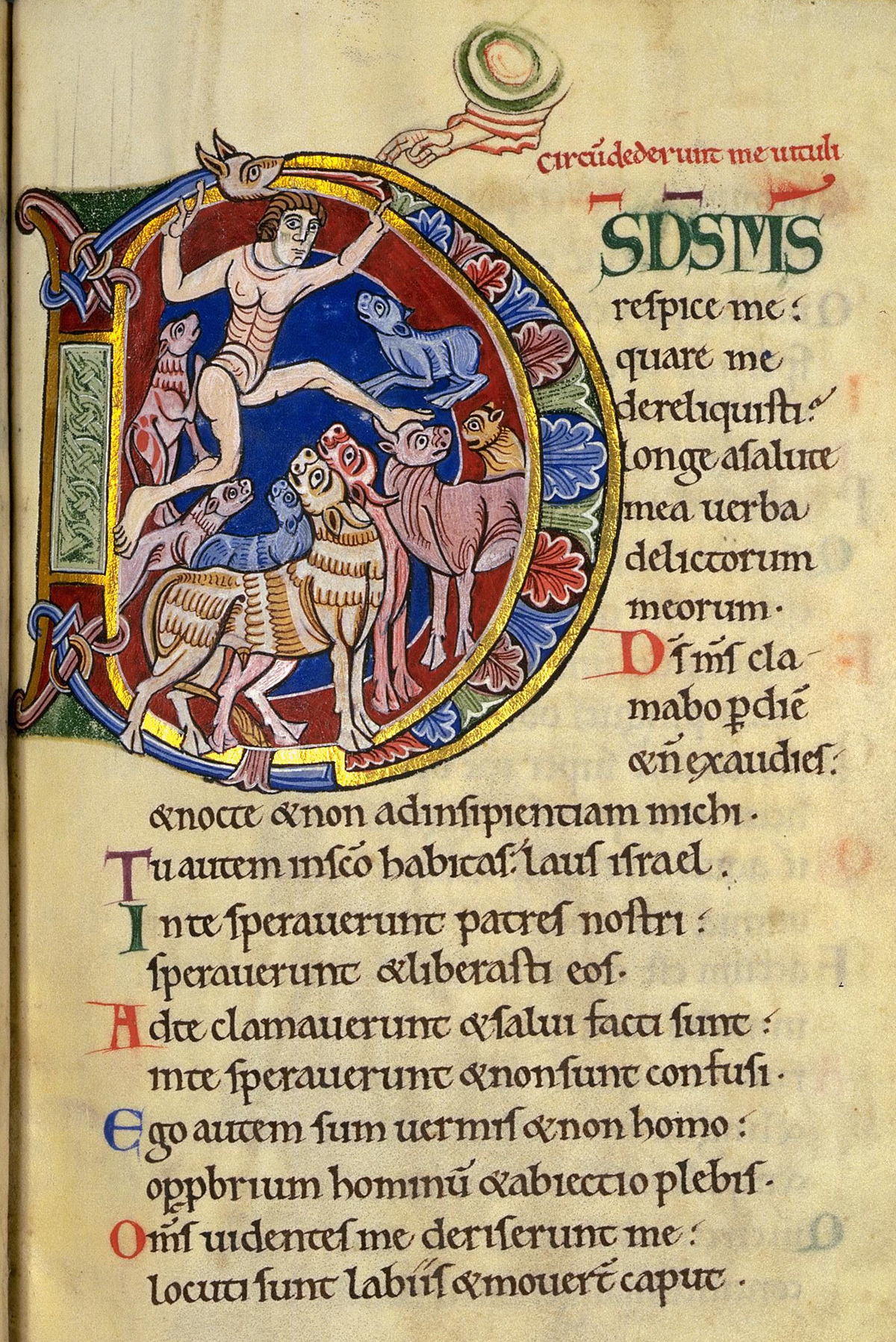
Von wilden Tieren umringter Beter. Psalm 21^{VUL} im Albani-Psalter

Ein Sonderproblem, das vor allem die individuellen Klagepsalmen betrifft, ist die Art, wie in diesen Texten von den Feinden des Beters die Rede ist. Der oder die Feinde wollen nicht irgendetwas vom Beter, was auch teilweise berechtigt sein könnte; sie wollen ihm ans Leben. Das wirkt auf moderne Leser möglicherweise übertrieben. In Zusammenstellungen von Psalmen für den christlichen Gottesdienst (Gesangbücher, Antiphonale) werden Verse mit Feindklagen auch deshalb gern ausgelassen. Exegeten vermuten, dass die antiken Verfasser dieser Texte eine Erlebnisweise hatten, bei der Innen- und Außenwelt ineinanderflossen. Othmar Keel spricht von einem „projektiv-partizipativen Ich“: die äußere Wirklichkeit werde vom Beter nicht objektiv wahrgenommen, sondern auf das hin interpretiert, was sie bei ihm auslöst. Er hat Angst und fürchtet, von etwas Unheimlichen überwältigt zu werden. Hier begegnen mehrere Metapherngruppen: wilde Tiere (Beispiel: Löwen, Wildstiere, streunende Hunde in Psalm 22), verborgene Fallen (Grube, Netz) und Worte, die wie Waffen sind. Der Mensch, der so denkt, ist ganz in die umgebende Natur und in die Gemeinschaft, der er angehört, eingebunden. Das macht ihn besonders verletzlich. Die an Gott gerichtete Klage ist eine Möglichkeit, mit dieser Bedrohtheit umzugehen.
Die Interpretation Keels tendiert dahin, die Aggressivität der Feinde als fiktiv zu betrachten; zwar hat das Ich Feinde, aber was die Psalmen ihnen an Absichten zuschreiben, ist Produkt der eigenen Imagination. Dagegen betont Dorothea Erbele-Küster: „Die Feindzitate geben den realen Ängsten und Gewalterfahrungen des Beters Ausdruck.“ Indem er seine Klage JHWH vorträgt, vertraut der Psalmbeter sich der Gerechtigkeit Gottes an und überlässt Gott, auf welche Weise die Feinde unschädlich gemacht werden. Das wird meist nicht ausgemalt und impliziert einen Verzicht auf eigene Vergeltung; insofern ist die Bezeichnung als „Rachepsalmen“ unzutreffend.

### Rettung vom Tod
Da JHWH ein Gott des Lebens ist, müsste es in seinem Interesse sein, den Beter aus dem Bereich des Todes herauszureißen, denn mit ihm verlöre er ja einen Zeugen seiner Güte und Treue. Die Rettung vom Tod, die in den Psalmen teils erhofft, teils erzählt wird, meint die Rückkehr zur Fülle des Lebens und die Reintegration in die Gesellschaft. Auferstehung ist kein Thema der Psalmen, wohl aber ihrer Wirkungsgeschichte.

### Kosmos und Chaos
Das den Menschen bedrohende Chaos hat viele Formen: „Gräber, Zisternen, … Schluchten mit plötzlich hereinbrechenden Wassern, vom Sturm aufgewühlte Meere und weglose, ausgeglühte Wüsten sind Bereiche, aus denen Jahwe den Menschen … zwar herausholen kann, in denen er aber nur beschränkt gegenwärtig ist und die deshalb das Elend abbilden können, das dem Menschen aus irgendeiner Art der Gottverlassenheit erwächst.“
Der Tempel war der Ort der Lebensfülle, wo JHWH als Schöpfer und König erfahrbar wurde. Die Rituale des Tempels wiederholten den urzeitlichen Sieg der Gottheit über das Chaos und festigten so den Kosmos. Wie insbesondere Psalm 72 zeigt, war das Königtum mit einer Aura des Heils umgeben. Als Repräsentant der Gottheit schrieb man dem König zu, soziale Gerechtigkeit zu schaffen und die Natur fruchtbar zu machen.

### Weisheit und Weisung (Tora)
Die Form- und Gattungskritik versuchte seit Gunkel, Weisheitspsalmen als eigene Gattung zu identifizieren, doch wurde hierbei kein Konsens erreicht. Eine weisheitliche Prägung zeigen akrostichische (nach dem Alphabet geordnete) Psalmen, Tora-Psalmen und anthologische Psalmen; letztere stellen Zitate aus der Tora und den Prophetenbüchern zusammen. In persischer und hellenistischer Zeit wurde der Tun-Ergehen-Zusammenhang neu reflektiert und begründet, da er nicht mehr evident war („Krise der Weisheit“); in dieser Zeit wurden auch viele Psalmen verfasst und fanden die Redaktionsprozesse statt, an deren Ende der Psalter stand. Im Psalter finden sich daher auch die Themen der späten Weisheitsliteratur. Ein Trend ist die Konvergenz von Weisheit und Tora. Die mit der Tora identifizierte oder sich in der Tora inkarnierende kosmische Weisheit war für Ben Sira die Brücke zwischen Mensch und Gott. Das Buch der Psalmen ist sozusagen auf dem Weg dorthin.
Psalm 1 und Psalm 119 bieten eine „weisheitliche Lesehilfe“ für das Buch der Psalmen als Ganzes. „So wird Weisheit in ihrer späten Form vor allem zur Frömmigkeit: Leben in Weisheit ist Gotteslob (vgl. Ps 119,1–8; Prov 1,1–7; Sir 51,13ff.) und bewährt sich in jeder Lebenssituation.“ Psalm 1 fällt durch seine Position am Buchanfang auf, Psalm 119 durch seine beispiellose Länge (176 Verse). „Im strengen Sinne stellt allein Ps 119 das Torameditiationsbuch dar, das von Ps 1 eingeleitet wird.“ Dabei bleibt dieser überlange Psalm gegenüber seinen Nachbarpsalmen eigentümlich isoliert. Der Beter steht ebenfalls allein da, in beiden Psalmen: von Frevlern und Feinden bedrängt, wendet er sich an seinen Gott, den er häufig als „du“ anredet. Ein Kollektiv, das ihn tragen könnte (Gemeinde, Israel), ist nicht erkennbar. Umso mehr vertieft er sich in die Tora, das Wort Gottes.
Das Problem, dass es den Frevlern häufig gut geht und den Gerechten schlecht, lösen viele Psalmen ebenso wie das biblische Buch der Sprichwörter durch „zeitliche Zerdehnung“ des Tun-Ergehen-Zusammenhangs, so zum Beispiel Psalm 37: Am Ende werde man sehen, dass der Frevler scheitert und der Gerechte Bestand hat. Einige späte Psalmen gelangen zu einer existenziellen Lösung – die Nähe Gottes wiege alles andere auf (Psalm 73). In der späten Weisheit finden sich Reflexionen über den Tod, der auch für den Weisen unausweichlich ist. Einige Spitzensätze in den Psalmen formulieren eine Hoffnung über die Todesgrenze hinaus, weil „weises Leben von JHWH auch über den Tod hinaus anerkannt wird“ (vgl. Ps 49,14–16 , Ps 37,38–39 , Ps 73,23–24 ).

## Der Psalter als Buch

### Kompositions- und Redaktionsgeschichte des Psalters
Die Entstehungsgeschichte des Psalters ist komplex. Im Folgenden wird das von Erich Zenger und Frank-Lothar Hossfeld vertretene Modell referiert.
- Im 6. Jahrhundert v. Chr. wurden erste kleine Sammlungen von individuellen Klage-, Bitt- und Dankliedern angelegt. Sie teilen die Vorstellung, dass JHWH als Beschützer der Armen in seinem Tempel gegenwärtig sei und der Beter dort wie zu einer Audienz erscheine und ihm seine Notlage vortrage. Diese Sammlungen wurden im späten 6. und frühen 5. Jahrhundert von einer Redaktion im Sinne der „Armenfrömmigkeit“ überarbeitet; „Armut“ bezeichnete nicht mehr (nur) wirtschaftliche Not, sondern vor allem eine religiöse Haltung. Der Aspekt „Vertrauen auf JHWH“ wurde stärker herausgearbeitet. Am Ende dieser Entwicklung steht der Davidspsalter I (Psalm 3–41).
- Ebenfalls im 6. Jahrhundert entstand eine Psalmensammlung, die durch Kriegsmetaphorik gekennzeichnet ist. Die Bedrohung des Ich durch anstürmende Feinde nimmt dramatisch zu, ebenso das Vertrauen des Ich auf Gott als feste Burg und Retter. Dieser Grundbestand wurde im 5. Jahrhundert in den Asafitischen Psalter (Psalm 50–83) integriert. Ein bereits vorhandener Korachpsalter (Psalm 42–49) wurde davor gesetzt, und dadurch entstand der Elohistische Psalter (Psalm 42–83), benannt nach der Gottesbezeichnung Elohim. Im Vergleich zu Psalmen, die den Gottesnamen JHWH verwenden, kennzeichnet den Elohistischen Psalter ein mehr distanziert-transzendentes, aber auch universalistisches Gottesbild.
- Im 5. Jahrhundert wurde dann der Davidspsalter I und der Elohistische Psalter vereinigt, am Ende ergänzt um einige weitere Korachpsalmen. Diese Komposition wurde durch Psalm 2 (nur Verse 1–9) und Psalm 89 gerahmt; nach dem Stichwort „Gesalbter“ (hebräisch משיח māšiaḥ), das in beiden Rahmenpsalmen erscheint, bezeichnen Hossfeld und Zenger diese Psalmkomposition als Messianischen Psalter (Psalm 2–89). Doxologien wurden am Ende der Psalmen 41, 72 und 89 hinzugefügt; sie gliedern die Komposition in drei Teile. Zwischen den Psalmen 89 und 90 (im heutigen Psalmbuch) besteht eine tiefe Zäsur.
- Psalm 89 beklagte das Scheitern der davidischen Dynastie, und mit diesem Schlusspunkt sollte der Psalter nicht enden.[73] So wurden die Psalmen 90–92 sowie 93–100 dagegen gesetzt, die anstelle der gescheiterten Davididen das Königtum JHWHs proklamieren. Psalm 100 ist das Ziel dieser Komposition: zusammen mit Israel ist die ganze Menschheit aufgefordert, JHWH im Jerusalemer Tempel zu huldigen. Diese Komposition (Psalm 2–100) wächst im späten 5. / frühen 4. Jahrhundert weiter durch Anfügung von relativ jungen Psalmgruppen, darunter der Davidspsalter IV (Psalm 108–110), die Zwillingspsalmen 111/112 und 135/136, das Pessach-Hallel (Psalm 113–118), den Wallfahrtspsalter (Psalm 120–134).
- Um 300 v. Chr. wurde eine Redaktion tätig, die den Psalter ganz auf die ideale Gestalt König Davids ausrichtete. Sie setzte Psalm 1 neu an die Spitze (der seliggepriesene „Mann“ in dieser programmatischen Eröffnung war David) und erweiterte Psalm 2 so, dass der König auf dem Zion zum Toralehrer für alle Völker wurde. Die gesamte Psalmkomposition umfasst nun Psalm 1 bis 145 und wurde in fünf Teile geteilt, analog zur Tora des Mose.
- Im 2. Jahrhundert v. Chr. fügte die Schlussredaktion das große Finale (Psalmen 146–150) mit seinen wiederkehrenden Halleluja-Rufen hinzu.[74] Die abschließende Form des Psalmbuchs wurde nach Hossfeld und Zenger etwa zur Zeit des Ben Sira (175 v. Chr.) erreicht.[75]

Während Hossfeld und Zenger den Psalter als planvolle Komposition verstehen, wird dies von anderen Autoren in Frage gestellt. Beispielsweise urteilt Eva Mroczek, dass die Textvielfalt der Schriftrollen vom Toten Meer das übliche Bild eines strukturierten, stabilen Buchs der Psalmen erschüttere. Viel eher sei der Psalter „eine literarische Landschaft überlappender Textcluster und wachsender Archive.“
| Die Architektur des Psalmenbuches (nach Hossfeld und Zenger) |          | |
| Teile                                                        | Kapitel  | Inhalt |
| Rahmen – Proömium                                            | 1–2      | Tora + Messias/Zion/Gottesherrschaft |
| 1. Buch                                                      | 3–41     | Erster Davidpsalter (3–14; 15–24; 25–34; 35–41) |
| Abschluss                                                    | 41,14    | Doxologie: „Gepriesen sei JHWH, der Gott Israels, von Ewigkeit zu Ewigkeit. Amen, ja Amen.“ |
| 2. Buch                                                      | 42–72    | Korachpsalmen (42–49); Asafpsalm (50); Zweiter Davidpsalter (51–72) |
| Abschluss                                                    | 72,18 f. | Doxologie: „Gepriesen sei JHWH Elohim, der Gott Israels, der Wunder tut allein, und gepriesen sei der Name seiner Herrlichkeit in Ewigkeit, und es erfülle seine Herrlichkeit die ganze Erde. Amen, ja Amen.“ Kolophon (72,20)                                                                            |
| 3. Buch                                                      | 73–89    | Asafpsalmen (73–83); Korachpsalmen (84–85, 87–89); Davidpsalm (86) |
| Abschluss                                                    | 89,53    | Doxologie: „Gepriesen sei JHWH in Ewigkeit. Amen, ja Amen.“ |
| 4. Buch                                                      | 90–106   | Mosekomposition (90–92); JHWH-Königtum-Psalmen (93–100); Dritter Davidpsalter (101–103); Halleluja-Dreiergruppe (104–106) |
| Abschluss                                                    | 106,48   | Doxologie: „Gepriesen sei JHWH, der Gott Israels, von Ewigkeit zu Ewigkeit. Und es soll sprechen das ganze Volk: Amen. Halleluja!“ |
| 5. Buch                                                      | 107–145  | Lobpsalm (107); Vierter Davidpsalter (108-110); Halleluja-Dreiergruppe (111-113); Exodus-Erinnerung (114); Halleluja-Dreiergruppe (115-117); Dankpsalm (118); Alphabetischer Torapsalm (119); Wallfahrtspsalmen (120–134); Geschichtspsalmen (135-136); Zionspsalm (137); Fünfter Davidspsalter (138-145) |
| Rahmen – Schluss-Hallel                                      | 146–150  | Zehnfaches Halleluja (in den Über- und Unterschriften) |

### „Davidisierung“ des Psalters

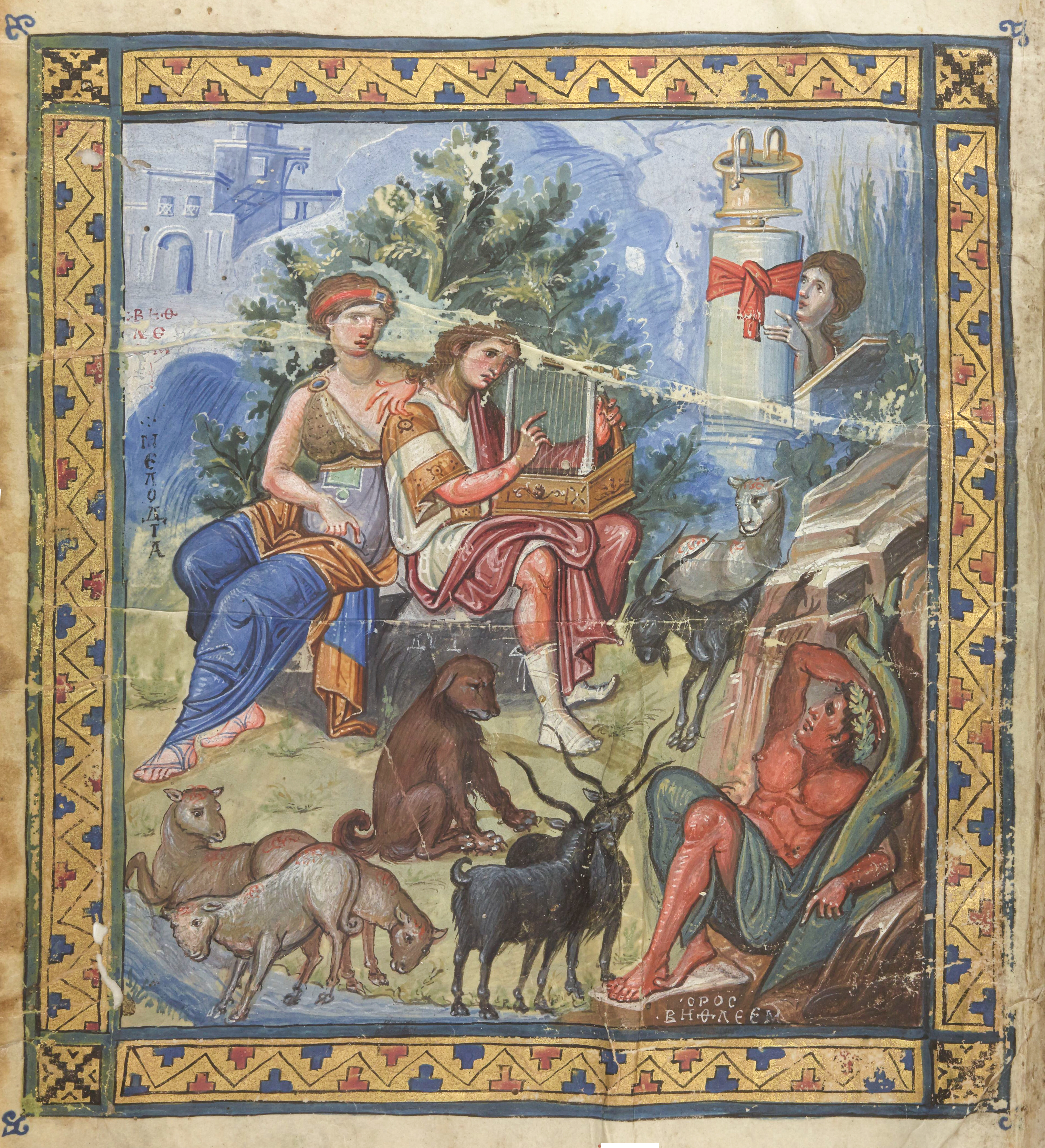
Musizierender David, Pariser Psalter (Konstantinopel um 960)

Zwar könnte eine Autorschaft Davids dadurch historisch plausibel erscheinen, dass im Tanach auch außerhalb des Psalters von David als „Leierspieler“ (1 Sam 16,17–23 ) und „Dichter“ (2 Sam 17,17–23 ) gesprochen wird; in der Exegese werden diese Überschriften aber meist nicht als historisch auswertbare Hinweise auf Davids Verfasserschaft verstanden.
Im Endtext des hebräischen Psalters tragen 73 Psalmen die Überschrift hebräisch לדוד lədawid „von/für David“. In der antiken Übersetzung ins Griechische, der Septuaginta, sind 83 Psalmen David zugeschrieben, was einen Trend anzeigt. Bei 13 Psalmen des hebräischen Textes liefert die Überschrift zusätzliche Angaben zur Verbindung des Psalms mit Situationen aus Davids Leben, wie es im Buch Samuel erzählt ist; diese Angaben waren nach Hossfeld und Zenger zunächst Identifikationsangebote für den Leser: David war oft in großer Not und hat gebetet; der (antike) Leser kann es ihm gleichtun und dazu Davids Gebete nutzen. Später wurden sie als Autorenangaben verstanden. In einem nächsten Schritt wurde der ganze Psalter unter die Autorschaft Davids gestellt und als sein „geistliches Tagebuch“ gelesen. Die Psalmen 69 bis 71 am Ende des zweiten Davidspsalters beispielsweise bilden eine kleine Gruppe, die David als leidenden, alten König zeigen, der mit Psalm 72 als eine Art Vermächtnis seinem Sohn Salomo übergibt, was durch das Kolophon Ps 72,20  unterstrichen wird.

### Zählung der Psalmen und Verse
In der Abschlussphase des Psalters legten die Redaktoren offensichtlich Wert darauf, die Zahl von 150 Psalmen zu erreichen. Die griechische Version (Septuaginta) teilt die Einzelpsalmen mehrfach anders ab als der Masoretische Text, kommt aber am Ende trotzdem auf 150 Psalmen. Sie hat einen Psalm 151 und kennzeichnet diesen explizit als „außerhalb der Zählung“ stehend.
| Masoretischer Text | Septuaginta (LXX) | Anmerkung                                                                   |
| ------------------ | ----------------- | --------------------------------------------------------------------------- |
| Ps 1–8             | Ps 1–8            | Zählung gleich                                                              |
| Ps 9–10            | Ps 9              | Die Septuaginta zählt Psalm 9 und 10 als einen Psalm                        |
| Ps 11–113          | Ps 10–112         | Die hebräische Zählung geht um 1 voraus                                     |
| Ps 114–115         | Ps 113            | Die Septuaginta zählt 114 und 115 als einen Psalm                           |
| Ps 116             | Ps 114–115        | Im griechischen Psalter als zwei Psalmen gezählt; Einschnitt nach 9 Versen  |
| Ps 117–146         | Ps 116–145        | Die hebräische Zählung geht um 1 voraus                                     |
| Ps 147             | Ps 146–147        | Im griechischen Psalter als zwei Psalmen gezählt; Einschnitt nach 11 Versen |
| Ps 148–150         | Ps 148–150        | Zählung gleich                                                              |
|                    | Ps 151            | deuterokanonisch                                                            |

Die in der Westkirche im Mittelalter maßgebliche lateinische Vulgata folgt der Septuaginta-Zählung der Psalmen. Die Psalmnummerierung der Vulgata wurde von älteren katholischen Bibelübersetzungen übernommen. Evangelische Bibeln zählen wie der Masoretische Text, den Martin Luther seiner Übersetzung zugrunde legte. Dem schlossen sich die katholische kirchenamtliche Einheitsübersetzung 1980 sowie die 1979 herausgegebene Nova Vulgata an. In offiziellen Büchern der römisch-katholischen Liturgie werden die Psalmnummern meist in der Form Ps 51(50) oder Ps 50(51) angegeben. Die höhere Nummer bezieht sich immer auf die vorlaufende hebräische Zählung.
Bei der Nummerierung der Verse eines Psalms unterscheiden sich englischsprachige Bibeln von heutigen deutschen Übersetzungen dadurch, dass sie den Überschriften im Urtext keine Versnummer zuteilen. Ist die Überschrift mindestens einen ganzen Vers lang, bleibt so die Versnummer in der englischen Bibel um 1 oder 2 hinter der anderen Nummerierung zurück. Betroffen sind 62 Psalmen, drei davon (51, 52, 60) mit einer Differenz von 2. Siehe dazu: Bibelvers#Nicht eindeutige Versangaben.

## Antike Übersetzungen des Psalters

### Griechisch
Wahrscheinlich in der Mitte des 2. Jahrhunderts v. Chr. wurde das Buch der Psalmen ins Griechische übersetzt. Aktualisierungen im Text sprechen dafür, dass dies im Reich der Hasmonäer geschah und in Kreisen, die ihnen nahestanden. Als Entstehungsort ist daher Jerusalem anzunehmen. Die Unterschiede zum Masoretischen Text sind wohl nicht durch eine abweichende hebräische Vorlage zu erklären. Ob der Septuaginta-Psalter von einem Übersetzer oder eine Gruppe angefertigt wurde, ist nicht entscheidbar. Das Werk wirkt jedenfalls einheitlich. Sprachlich war die bereits vorliegende griechische Übersetzung des Pentateuch vorbildhaft. Der Septuaginta-Psalter gebraucht ein Vorzugsvokabular, indem mehrere hebräische Worte durch das gleiche griechische Wort übersetzt werden. Das ist auch eine Folge davon, dass Bedeutungsnuancen des Hebräischen nicht erkannt wurden. Manchmal scheint dem Übersetzer der Sinn nicht klar gewesen zu sein („Verlegenheitsübersetzung“). Wenn Metaphern wie Fels, Schild, Burg durch Gott, Stärke, Helfer übersetzt werden, zeigt sich darin wohl ein stärker transzendentes Gottesbild.

### Lateinisch

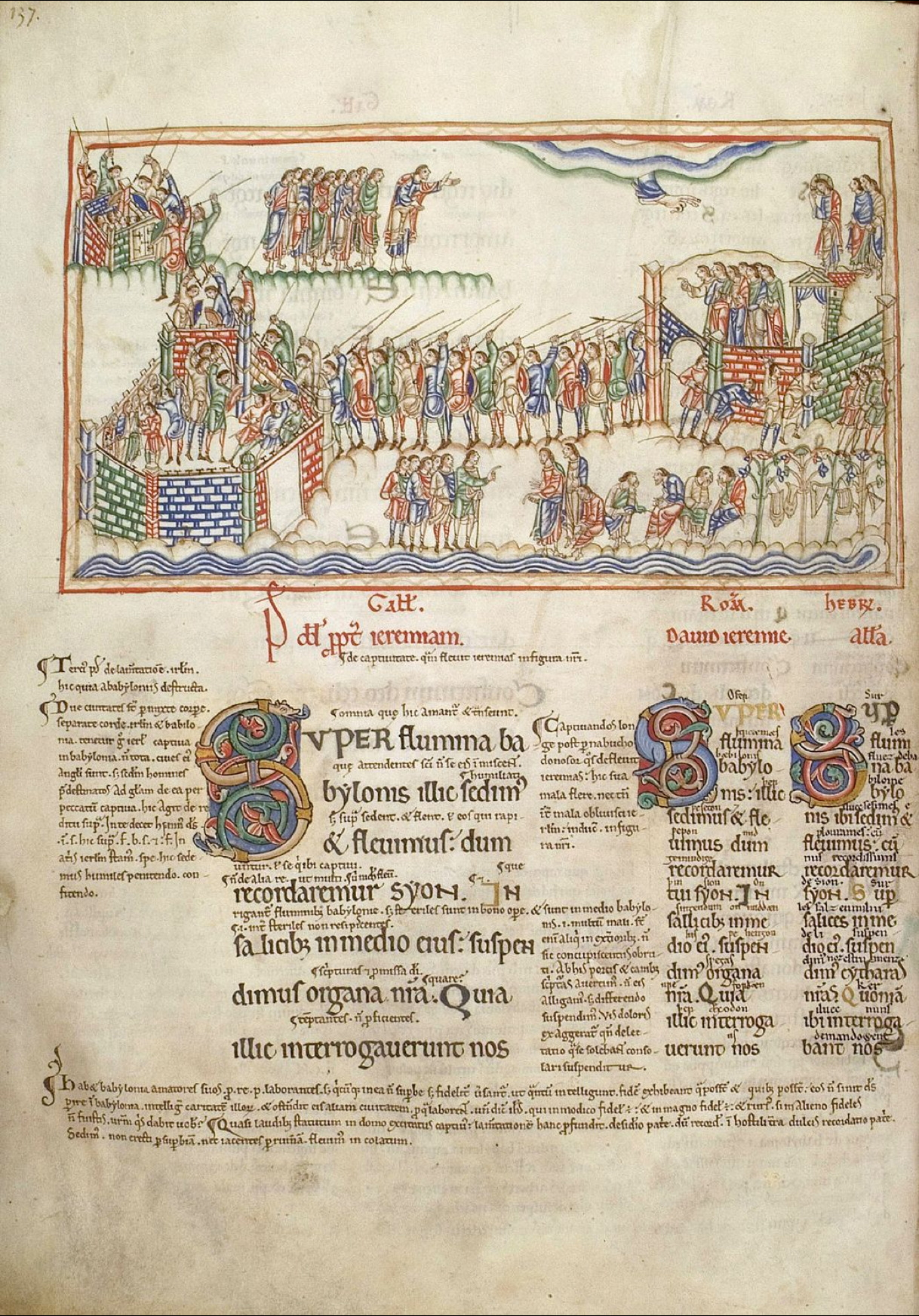
Eadwine-Psalter mit Psalterium Romanum, Gallicanum und Hebraicum in drei Spalten. Hier Psalm 136^{VUL}: Super flumina Babylonis (12. Jahrhundert, Cambridge, Trinity College, R. 17.1)

Im westlichen Mittelmeerraum fertigten Christen schon früh lateinische Übersetzungen griechischer Evangelien- und Psalmentexte an. Wie Augustinus von Hippo kritisierte, versuchten sich viele daran, die beide Sprachen mehr schlecht als recht beherrschten. Die Besonderheit des Psalters besteht darin, dass sich die Übersetzung des Hieronymus aus dem Hebräischen in diesem Fall nicht gegen ältere lateinische Übersetzungen aus dem Griechischen (Vetus Latina) durchsetzen konnte, sondern über das ganze lateinische Mittelalter drei Hauptversionen des Psalters koexistierten:
- Psalterium Romanum: die stadtrömische Version der Vetus Latina;
- Psalterium Gallicanum: Hieronymus’ Revision des lateinischen Psalters auf Grundlage des griechischen Textes,
- Psalterium iuxta Hebraeos (auch: Psalterium Hebraicum): Hieronymus’ Neuübersetzung der Psalmen aus dem Hebräischen.

Hieronymus fertigte 384 in Rom eine nach eigenen Angaben „flüchtige“ Korrektur des lateinischen Psalters an, indem er ihn mit einem Septuaginta-Psalter abglich. Beim Psalterium Romanum, dem damals an St. Peter in Rom verwendeten Psaltertext, handelt es sich möglicherweise um den Text, der Hieronymus vorlag, aber nicht um das Ergebnis seiner Bearbeitung. Dieses ist vielmehr bis auf einige Zitate in seinem Psalmenkommentar verloren. Hieronymus zog später nach Bethlehem und machte sich hier zwischen 389 und 392 noch einmal an die Korrektur des lateinischen Psalters. Er benutzte jetzt die Hexapla des Origenes als griechische Vorlage. Das Ergebnis dieser Revision ist das später so benannte Psalterium Gallicanum (eigentlich Liber Psalmorum iuxta LXX emendatus). Hieronymus wurde zunehmend auf die Unterschiede zwischen hebräischem und griechischem Bibeltext aufmerksam, die nicht nur mit Irrtümern der Kopisten erklärt werden konnten. Aus Hieronymus’ Sicht war der hebräische Text inspiriert, ein abweichender griechischer Text daher fehlerhaft (Prinzip der Hebraica Veritas), und er begann um 390 damit, die gesamte Hebräische Bibel neu ins Lateinische zu übersetzen. Gegen Kritik an seinem Übersetzungsprojekt betonte Hieronymus, seine um 392 entstandene Neuübersetzung der Psalmen iuxta Hebraeos (auch bezeichnet als Psalterium Hebraicum) sei eher für Gelehrte gedacht als für die Verwendung in der Liturgie. Insbesondere sei dieser Text für die Missionierung von Juden nützlich, die mit dem griechischen Bibeltext nicht von der christlichen Lehre überzeugt werden könnten.
Das Psalterium Romanum war in Europa bis in die Karolingerzeit weit verbreitet, mit Ausnahme von Spanien, wo der sogenannte Mozarabische Psalter gebraucht wurde (der dem römischen Psalter sehr nahe steht), und der Gegend von Mailand (Ambrosianischer Psalter). Als Alkuin dann aber im 8. Jahrhundert eine Kollationierung und Korrektur des lateinischen Bibeltextes in Auftrag gab, war es das im gallikanischen Ritus verwendete (und deshalb so benannte) Psalterium Gallicanum, das in die maßgeblichen Vulgata-Codices aufgenommen wurde. Vorbildlich waren insbesondere die in Tours geschriebene Alkuin-Bibeln. Hieronymus’ Psalmenübersetzung aus dem Hebräischen wurde in der Liturgie nicht verwendet, aber in mittelalterlichen Vollbibeln (Pandekten) überliefert. Es gab außerdem Psalterausgaben wie den Eadwine-Psalter (Foto), die die verschiedenen lateinischen Psalmübersetzungen in zwei oder drei Spalten nebeneinander boten. Während sich in Irland das Psalterium Gallicanum wie auf dem Kontinent allgemein durchsetzte, brachte Augustinus von Canterbury († um 604) das Psalterium Romanum nach England, und es blieb dort bis zum 10. Jahrhundert der liturgische Standardtext. Da das Psalterium Romanum in vor-karolingischer Zeit in den Klöstern intensiv gebraucht worden war, blieben davon Spuren, auch nachdem das Psalterium Gallicanum an seine Stelle trat: die älteren Formulierungen hielt sich in Antiphonen und Kollektengebeten, wo die Melodie dazu beitrug, den vertrauten Wortlaut zu bewahren.
Die hebräischen Psalmenüberschriften, an sich schon schwer verständlich, waren durch die Übersetzungen ins Griechische und dann ins Lateinische noch kryptischer geworden. Sie galten in einigen christlichen Traditionen nicht als Bibeltext im eigentlichen Sinn, so wurden sie in der syrischen Kirche komplett durch neue Überschriften auf Grundlage des Kommentars von Theodor von Mopsuestia ersetzt. Etwas Ähnliches geschah in der lateinischen Westkirche. In den lateinischen Psaltermanuskripten erhielten die Einzelpsalmen Überschriften (tituli psalmorum), die den Gebrauch der Texte als Gebete erleichtern sollten, indem sie den Sprecher oder das Thema des Psalms benannten.
In der Reformationszeit entstanden zwar Psalterübersetzungen in die Volkssprachen, die den hebräischen Text zugrunde legten, doch der Einfluss des lateinischen Psalterium Gallicanum ist sowohl bei Martin Luthers deutschem Psalter von 1524 als auch beim englischen Psalter von Miles Coverdale 1535 (der im ersten Book of Common Prayer verwendet wurde) offensichtlich. In der Römisch-katholischen Kirche blieb das Psalterium Gallicanum bis 1945 der autoritative Psalmentext und wurde dann durch eine Neuübersetzung aus dem Hebräischen ins Lateinische abgelöst.

## Wirkungsgeschichte
Der Psalter ist das gemeinsame Gebetbuch von Juden und Christen. Im Islam wird das Buch der Psalmen Zabur (arabisch زبور, DMG Zabūr) genannt, zu den heiligen Büchern gezählt und im Koran in den Suren 4,163, 17,55 und 21,105 erwähnt.

### Im Judentum

#### Synagogale Liturgie
„Die Lieder und Gebete des Buches Tehillim stellen bis heute einen unverzichtbaren Bestandteil der traditionellen jüdischen Liturgie dar. Dabei kommt den Psalmen 113 bis 118, dem sogenannten Hallel, eine besondere Bedeutung zu. Er wird an den Feiertagen und an Rosch Chodesch jeweils nach Abschluss des Schacharit, d. h. vor dem Ausheben des Sefer Tora, gesungen.“
Günter Stemberger weist darauf hin, dass die Psalmen (mit Ausnahme des Hallel) erst relativ spät in die Liturgie der Synagoge aufgenommen wurden; das gilt auch für die Psalmen, bei denen eine Verwendung im Gottesdienst des Zweiten Tempels bezeugt ist. Beispielsweise überliefert die Mischna (Tamid 7,4), dass die Leviten beim täglichen Opfer im Tempel einen dem Wochentag entsprechenden Psalm vortrugen: am Sonntag Psalm 24, am Montag Psalm 48, am Dienstag Psalm 82, am Mittwoch Psalm 94, am Donnerstag Psalm 81, am Freitag Psalm 93 und am Sabbat Psalm 92. Die Psalmüberschriften der Septuaginta bezeugen die gleichen Wochentagspsalmen und damit das hohe Alter dieser Tradition.
Etwa die Hälfte der 150 Psalmen wird heute im jüdischen Gottesdienst verwendet. Die Integration von Psalmen in die synagogale Liturgie war ein langer Weg, bei dem nach Daniel Krochmalnik folgende Motive wirksam wurden:
- Nach der Zerstörung des Jerusalemer Tempels im Jahr 70 n. Chr. sah man den synagogalen Gebetsgottesdienst auch als symbolische Imitation des Tempelgottesdienstes an.
- Nachdem liturgische Dichtungen (Pijjutim) sich reich entfaltet hatten, gab es Bestrebungen, ihren Umfang wieder einzuschränken.
- Die strikte Orientierung der Karäer an den Texten der Hebräischen Bibel beeinflusste auch das rabbinische Judentum; mit den Psalmen wurde die synagogale Liturgie biblischer.
- Kabbalisten begründeten neue Rituale und erschlossen neue Sinndimensionen von Psalmen.[100]

Der letzte Punkt lässt sich am Synagogengottesdienst am Freitagabend illustrieren. Er beginnt mit einem Empfangszeremoniell für die Königin Sabbat (Kabbalat Schabbat). Dies ist zwar schon als Brauch einzelner Rabbinen im Talmud bezeugt, aber das Kabbalat-Schabbat-Ritual wurde im 16. Jahrhundert von Kabbalisten aus Safed gestaltet. Mit weißen Gewändern bekleidet, zogen sie am Freitagabend in die Felder der Umgebung hinaus, um der Königin Sabbat entgegenzugehen und sie nach Safed zu begleiten. Dabei rezitierten sie mit geschlossenen Augen die Psalmen 95 bis 99 und 29. Freudige Erregung und Jubel über den Beginn der Gottesherrschaft kennzeichnet diese Texte inhaltlich. Geblieben ist bis heute die Rezitation dieser Psalmengruppe im Freitagabend-Gottesdienst und der Gesang des Lecha Dodi, wobei sich die Gemeinde zur Tür der Synagoge hin umwendet. Darauf folgt Psalm 92, der schon im biblischen Text als Schabbat-Psalm bezeichnet wird; er „markiert – liturgisch gesehen – den eigentlichen Beginn des Schabbat.“ Mit dem anschließenden kurzen Psalm 93 endet Kabbalat Schabbat, und mit Barchu beginnt daraufhin der Abendgottesdienst.
Abgesehen vom Hallel und den Sabbateingangspsalmen ist es im aschkenasischen Ritus üblich, dass nur der Kantor die Psalmen rezitiert, und zwar in hohem Tempo und bis auf die Eingangs- und Schlussverse still. Bei den Sephardim und Mizrachim ist dagegen die gemeinsame, teils responsorische Psalmrezitation üblich, was nach Krochmalnik eine größere Vertrautheit mit den Psalmen in jüdischen Gemeinden dieser Riten zur Folge hat.
Die synagogale Psalmodie besteht typischerweise aus einer Eingangsphrase, dem Mittelteil im Rezitationston und der Schlussphrase. Die Ähnlichkeit mit der frühen Kirchenmusik wurde oft bemerkt und veranlasste Eric Werner (The Sacred Bridge, 1959) zu Hypothesen, dass die frühe Kirchenmusik jüdischen Vorbildern folgte. Dies wird von Musikhistorikern aber als spekulativ angesehen. Mangels Quellen lassen sich die Ursprünge des jüdischen und des christlichen Psalmengesangs nicht mehr klären.

#### Privates Gebetbuch

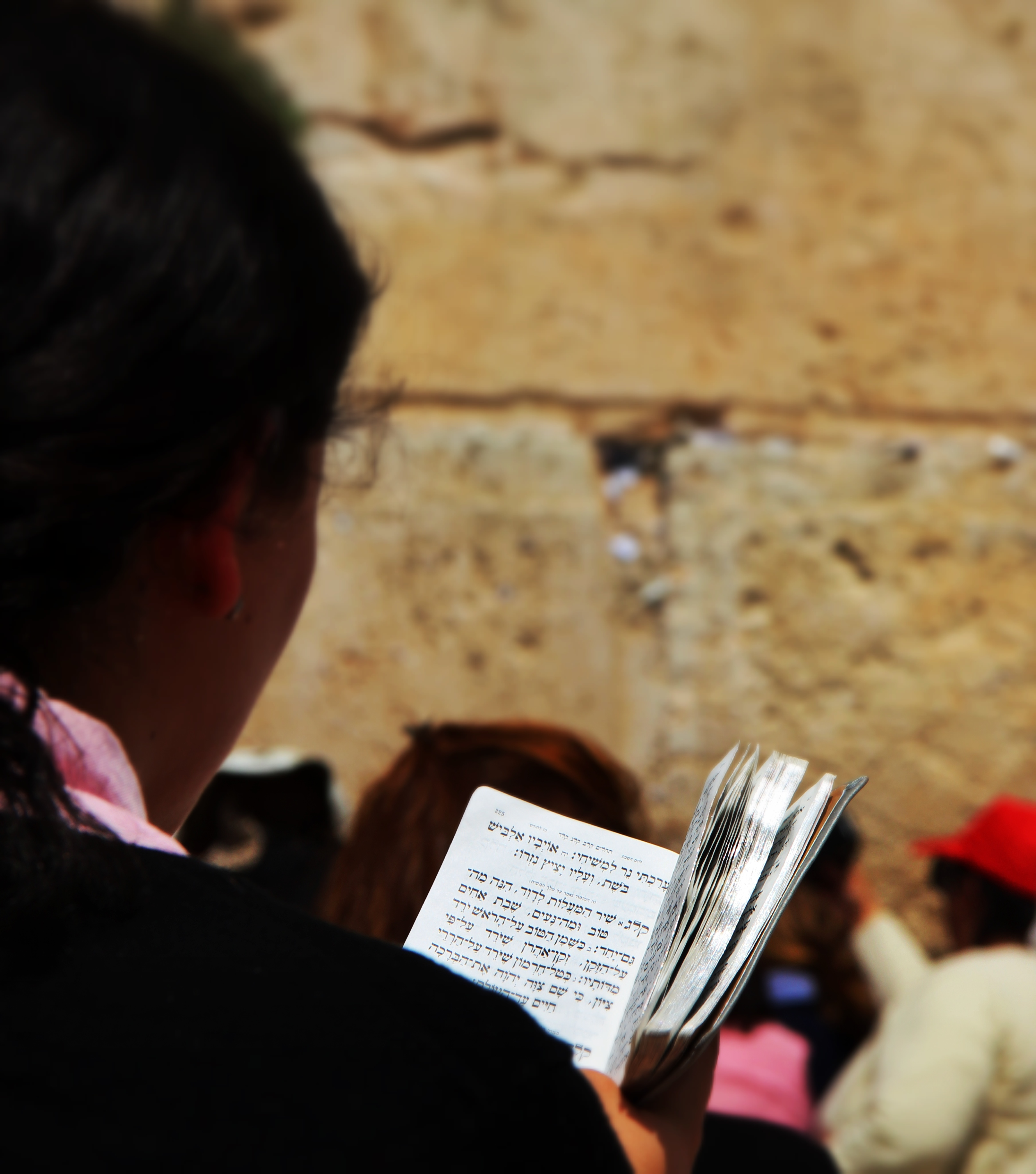
Psalmbeterin an der Klagemauer

Die rabbinische Literatur erwähnt das Psalmenlesen häufig als Element persönlicher Frömmigkeit. Wahrscheinlich gelangten die Psalmen schließlich über die Volksfrömmigkeit und trotz Bedenken der Rabbinen in die synagogale Liturgie. „Es geht wohl kaum auf gegenseitigen Einfluß zurück, sondern ist als analoge Entwicklung aus ähnlichen Voraussetzungen zu betrachten, wenn im Christentum seit den frühen Mönchen und … später auch im Judentum die Psalmen Basistexte einer Volks- und Laienfrömmigkeit wurden,“ so Günter Stemberger.
In modernen jüdischen Ausgaben des Psalters findet man eine Einteilung in 30 Abschnitte, die den Tagen eines Monats gemäß dem jüdischen Kalender zugeordnet sind. Außerdem gibt es eine Siebenteilung entsprechend den Wochentagen. Damit besteht die Möglichkeit, das ganze Buch im Lauf eines Monats oder einer Woche durchzubeten. Die Psalmen werden, anders als in der christlichen Tradition, mit ihren Überschriften, aber ohne rahmende Verse (Antiphonen) rezitiert.
Dem Psalmbeten werden vielfache positive Effekte zugeschrieben: für die Beter selbst, für die Heilung Kranker, für den Staat Israel usw. Dass Frauen gemeinsam Tehillim beten, hat eine lange Tradition. Üblicherweise werden die 150 Psalmen unter den Mitgliedern einer Gebetsgruppe verteilt. Moderne Technologien ermöglichen es, weltweit Tehillim-Gruppen zu organisieren. Diese Netzwerke erreichen auch Frauen, die in ihrer religiösen Praxis nicht orthodox sind; ein Effekt ist, dass die Verbundenheit mit dem Staat Israel in der Diaspora gestärkt wird.
Das Rezitieren von Psalmen ist in besonderer Weise mit dem Jerusalemer Tempelberg verbunden. Menschen, die das Psalmbeten als persönliche Frömmigkeit pflegen, sind an der Klagemauer stets zu finden. In der dortigen Synagoge werden alle 150 Psalmen im Lauf eines Tages gebetet, und vor dem Gedenktag der Tempelzerstörung (Tischa beAv) werden dort drei Tage hindurch fortlaufend Psalmen rezitiert. Hierbei handelt es sich um relativ neue Entwicklungen.
Es gibt in der Volksfrömmigkeit auch die Tradition, Psalmen für magische Zwecke einzusetzen. Handbücher wie zum Beispiel das mittelalterliche Werk Sefer Schimmusch Tehillim definieren, welcher Psalm in welcher Situation rezitiert werden sollte oder wie man Amulette mit Psalmzitaten beschriften sollte. Ein kleines hebräisches Psalmbuch, das am Körper getragen oder unter das Kopfkissen gelegt wird, soll zum Beispiel Babys oder Soldaten vor Gefahren schützen.

### Im Christentum

#### Neues Testament
Der Psalter ist das am meisten zitierte alttestamentliche Buch im Neuen Testament, und zwar in der Fassung des Septuaginta-Psalters. Besonders ausgeprägt ist der Bezug auf den Psalter in der Passionsgeschichte der synoptischen Evangelien, dem Johannesevangelium als ganzes, bei Paulus von Tarsus (Römerbrief, beide Korintherbriefe) und im Hebräerbrief. König David ist für neutestamentliche Autoren ein Prophet, der das Leben Jesu, besonders Passion und Auferstehung, in den von ihm verfassten Psalmen ankündigte. Nach den synoptischen Evangelien zeigt Jesus anhand von Psalm 109LXX auf, dass der Messias von David prophetisch als Herr bezeichnet werde.

#### Alte Kirche
In der Alten Kirche wurde der Psalter, den man in der Übersetzung der Septuaginta (griechisch) oder in der davon abhängigen Übersetzung der Vetus Latina (lateinisch) las, vielfach als Kompendium der gesamten Bibel verstanden. Athanasius schrieb: „Wie ein Garten trägt er in sich die Früchte auch aller übrigen Bücher der Heiligen Schrift und macht sie zu Liedern.“ Er zeigte beispielhaft, wie das gemeint war:
- Schöpfung: Psalm 18LXX, Psalm 23LXX
- Auszug aus Ägypten, Israel in der Wüste: Psalm 77LXX, Psalm 104LXX, Psalm 113LXX
- Zeltheiligtum: Psalm 28LXX
- Josua und die Richter: Psalm 106LXX
- Königreiche Israel und Juda: Psalm 19LXX
- Esra: Psalm 125LXX.

Das ganze Leben Christi fand Athanasius im Psalter prophetisch vorhergesagt:
- Verkündigung an Maria: Psalm 44LXX (wegen Vers 11f.: „Höre, Tochter, und sieh, und neige dein Ohr, und vergiss dein Volk und das Haus deines Vaters, denn der König begehrte deine Schönheit, denn er ist dein Herr.“[117])
- Passion: Psalm 21LXX („Mein Gott, mein Gott, warum hast du mich verlassen…“), Psalm 68LXX, Psalm 87LXX (wegen Vers 8: „Auf mich legte sich schwer dein Grimm, und all deine Wogen ließest du auf mich niedergehen.“[118])
- Auferstehung: Psalm 15LXX
- Himmelfahrt: Psalm 23LXX (wegen Vers 9: „Erhebt die Tore, ihr Herrscher über euch, und lasst euch hinaufheben, ihr ewigen Tore, und einziehen wird der König der Herrlichkeit“[119]), Psalm 46LXX
- Christus sitzend zur Rechten Gottes: Psalm 109LXX (wegen Vers 1: „Es sprach der Herr zu meinem Herrn: Setze dich zu meiner Rechten.“[120])
- Berufung der Heiden: Psalm 46LXX (wegen Vers 2: „Ihr Völkerschaften alle, klatscht in die Hände, jauchzt Gott zu mit Jubelschall!“), Psalm 71LXX (wegen Vers 9–11: „… alle Völkerschaften werden ihm dienen.“[121])

Die bei den Kirchenvätern allgemein übliche christologische Interpretation der Psalmen konnte unterschiedlich eingesetzt werden. Viele Aussagen in den Klageliedern des Einzelnen ließen sich ohne weiteres auf das irdische Leben des Jesus von Nazareth deuten; erwähnten die Psalmen einen Richter und König, so war dies der Auferstandene, der im Himmel thront. Sprach der Psalmbeter dagegen von seiner eigenen Schuld und bat um Vergebung, so war das nur scheinbar für Christus unpassend, führte Augustinus aus. Denn die Kirche wurde als Leib Christi verstanden, und so spreche Christus in diesen Psalmsworten mit und für die Christen.
Zwei Metaphern für das Buch der Psalmen wurden in der Alten Kirche geprägt und in der weiteren christlichen Rezeptionsgeschichte wiederholt aufgegriffen:
- Der Psalter als Seelenspiegel. Alle menschlichen Seelenregungen seien im Psalter enthalten, schrieb Athanasius im Brief an Marcellinus. Entsprechend formulierte Martin Luther in der Zweiten Vorrede auf den Psalter (1529), dass „ein jeglicher … Psalmen und Wort drinnen findet, die sich auf seine Sache reimen und ihm so eben sind, als wären sie allein um seinetwillen also gesetzt“; die Seelenspiegel-Metapher nutzte auch Johannes Calvin im Vorwort zu seinem Psalmenkommentar (1557).
- Der Psalter als großes Haus oder Tempel aus Worten. Diese Architekturmetaphorik geht auf den Psalmenkommentar des Hieronymus zurück. Sie ist eng verbunden mit der Vorstellung, dass Psalm 1 ein Portal zum Psalter sei, die übrigen Psalmen innere Räume des großen Gebäudes, die vom Psalmleser abgeschritten werden sollten; hier kommt eine Wegmetaphorik hinzu. Hieronymus unterschied einen Hauptschlüssel, mit dem der Leser durch Psalm 1 in den Psalter eintritt, und weitere Schlüssel, die für jeden Psalm nötig seien, ohne Bild gesprochen: Psalterexegese und Einzelpsalmexegese.[124]

In der Alten Kirche bildete sich ein zweifacher Umgang mit dem Buch der Psalmen heraus:
- Fortlaufende Lesung des ganzen Psalters;
- Auswahl von Psalmen, die als Prophezeiungen christlich interpretiert werden konnten.

Der Brauch, Psalmen ebenso wie Cantica und andere Gesänge mit dem Lob des dreieinigen Gottes (Gloria Patri) zu beenden, geht wahrscheinlich auf die arianischen Streitigkeiten in der Spätantike zurück. Er ist seit dem frühen 6. Jahrhundert bezeugt.

#### Frühes Mönchtum und koptische Tradition

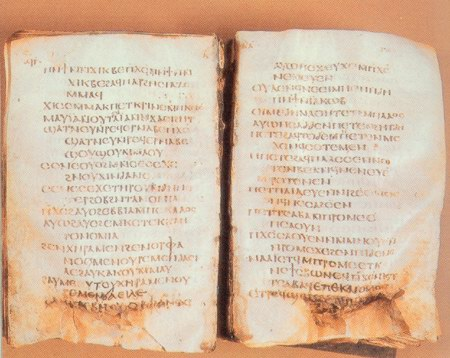
Psalter von al-Mudil

Für die frühchristlichen Eremiten machte die Psalmenmeditiation einen wesentlichen Teil ihres Tages aus, und zwar bereits bei den einzeln lebenden Eremiten und den später entstehenden koinobitischen, klösterlichen Gemeinschaften. Bei seiner meditativen Übung (altgriechisch μελέτη melétē) sprach der Mönch den Psalter nacheinander – beginnend bei Psalm 1 und endend bei Psalm 150 – halblaut und unabhängig von der persönlichen Stimmungslage. Das begleitete ihn bei der täglichen Arbeit oder bei Wanderungen. Die melétē selbst galt nicht als Gebet. Sie führte zu frei gesprochenen Gebeten oder festen Lobpreis-Formeln hin (später beendete man Psalmen mit dem Gloria Patri). Dieses meditierende Murmeln wurde in der Tradition des Wüstenmönchtums und bei altkirchlichen Autoren wie Augustinus als „Ruminatio“ (von lat. ruminare ‚wiederkäuen‘) bezeichnet.
In den ersten Klosterregeln des christlichen Mönchtums, den Anfang des 4. Jhs. in koptischer Sprache geschriebenen Regeln des Pachom, wird von den Neulingen im Klosterverband erwartet, dass sie bei der Aufnahme 20 Psalmen auswendig lernen (Regel 139) und es dann niemanden im Kloster geben soll, der nicht zumindest das Neue Testament und den Psalter auswendig kennt (Regel 140). Im 4. Jahrhundert sah das Stundengebet der ägyptischen Koinobiten folgendermaßen aus: Ein Lektor trug stehend einen Psalm vor, während die übrigen Mönche auf dem Boden kauerten. Dann erhoben sich alle zum stillen, persönlichen Gebet. Anschließend warfen sich alle zu Boden. Der Lektor sprach laut ein Kollektengebet. Diese Sequenz wiederholte sich zwölfmal in jeder Hore; dann folgten Lesungen aus dem Alten und Neuen Testament. „Der Psalm ist hier nicht Gebet, sondern Schriftlesung, die zum Gebet anregt.“
Die alttestamentlichen Psalmen nahmen nicht nur in der Liturgie einen herausragenden Platz ein, sondern wurden von Mönchen bei allen anfallenden Arbeiten gesungen. Rege Verwendung fanden sie auch auf übelabwehrenden Amuletten und im Bereich der Magie. Mit dem in einem Grab gefundenen Psalter von al-Mudil (5. Jahrhundert) ist der gesamte Psalter im mittelägyptischen Dialekt des Koptischen überliefert (Foto). Der Mudil-Psalter zeigt einen selbstbewussten Umgang des koptischen Übersetzers mit seiner griechischen Vorlage. Einen „Wildwuchs“ an christlichen Zusätzen, die er als nicht authentisch beurteilte, hat er gestrichen. Andererseits erweiterte er den Text vielfach, um den Sinn klarer herauszuarbeiten. Außerdem gibt es Korrekturen aus theologischen Gründen.
Bis heute ist das koptische Stundengebet sehr stark von der klösterlichen Tradition geprägt. Es verläuft Tag für Tag in gleicher Form; über sechs Horen verteilt werden dabei rund 110 Psalmen rezitiert – mehr als in allen anderen Riten.

#### Orthodoxe Tradition (Byzantinischer Ritus)
Die responsoriale Psalmodie war in Konstantinopel bis ins 13. Jahrhundert, in Thessalonike bis ins 15. Jahrhundert üblich: Ausgewählte Psalmen wurden ebenso wie Cantica und das Gebet des Manasse vom Solisten oder vom Chor vorgetragen (mittelgriechisch ᾁσματική asmatikí, „gesungen“); die Gemeinde respondierte nach jedem Vers mit Rufen wie „Ehre sei dir, Herr!“, „Erhöre mich, Herr!“ Im byzantinischen Ritus löste die aus dem palästinischen Mönchtum stammende, schlichte Psalmenrezitation allmählich die responsoriale Psalmodie ab. Dieser Psalter ist in 20 Kathismata (καθίσματα) zu je drei Staseis (στάσεις) unterteilt und wird pro Woche einmal, in der Fastenzeit zweimal rezitiert. Dabei sind Kürzungen sowie Einschübe zum Kirchenjahr passender poetischer Texte üblich.
Die Kathismata-Psalmodie ist in der griechisch-orthodoxen Kirche heute auf die Klöster beschränkt und in Pfarrkirchen nicht üblich. Darüber hinaus kommen aber rund 60 Psalmen an verschiedenen Stellen der Liturgie vor; hier einige Beispiele aus dem Stundengebet: Als Bußpsalm begegnet immer wieder Psalm 50LXX. Mit dem Schöpfungspsalm 103LXX beginnt die Vesper, mit einer Gruppe von sechs Psalmen (ἑξάψαλμος) der frühmorgendliche Orthros, nämlich Psalm 3, Psalm 37LXX, Psalm 62LXX, Psalm 87LXX, Psalm 102LXX und Psalm 142LXX. Durch die Anordnung der sechs Psalmen in dieser Reihenfolge wird der Leser von der Verzweiflung zum Ausblick auf die erhoffte Rettung geführt.

#### Westkirchliche Tradition

##### Vorreformatorisch
In der römischen Liturgie der Spätantike war das Buch der Psalmen das „Textbuch der kirchlichen Gesänge“. In der Messe waren das der Gesang während der Einzugsprozession (Introitus), die Begleitgesänge zur Gabenprozession bei der Gabenbereitung (Offertorium) und Kommunion (Communio) und insbesondere auch der Psalm zwischen den einzelnen Lesungen. Alle diese Gesänge wurden schon früh antiphonal, im Wechsel zweier Chöre oder im Wechsel zwischen dem psalmista ‚Psalmensänger‘ und der Gemeinde, ausgeführt, die Auswahl der Psalmen wechselte mit der Festzeit, dem Tag oder dem Anlass.
Während zunächst das Hauptgewicht des Introitus auf dem Psalm gelegen hatte, setzte etwa ab dem 8. Jahrhundert allmählich eine Verkürzung des Introitus auf die Antiphon und einen oder zwei Psalmverse sowie die Doxologie Gloria Patri ein; die Antiphon wurde ab dem 10. Jahrhundert zu Lasten des Psalms durch das Hinzufügen von Tropen melodisch sehr viel reichhaltiger und länger; die Tropen entfielen allerdings bei der Liturgiereform durch Papst Pius V. im 16. Jahrhundert wieder. Ähnlich war die Entwicklung beim Psalm zwischen den Lesungen und den Begleitgesängen zur Gabenprozession und zur Kommunion, wo im 4./5. Jahrhundert in Nordafrika und in Rom Psalmen gesungen wurden, was Augustinus von Hippo gegen Kritiker verteidigte. Die Singweise des Offertoriums verkürzte sich jedoch schon bis zum frühen Mittelalter auf wenige Verse in responsorischer Singweise, aus dem Psalm nach der Lesung wurden die „Zwischengesänge“ (Graduale und Alleluiavers mit einzelnen Psalm- oder Bibelversen); beim Kommuniongesang wurde bis zum 10. Jahrhundert der ganze Psalm – häufig Psalm 34 oder Psalm 145 – gesungen, ab dann verfiel der Psalm, bis nur die Antiphon übrig blieb. Der Text der Antiphonen besteht aus einem Vers des folgenden Psalms oder aber einem Bibelvers aus einer der liturgischen Lesungen des Tages.
Insbesondere in asketischen und klösterlichen Kreisen war der Text des gesamten Psalter durch die ständige Beschäftigung damit sehr vertraut. Im Frühmittelalter nahm die Kenntnis des Psalters ab. Er blieb aber als täglicher Lese- und Gebetstext im Stundengebet bis heute verpflichtend für Ordensgemeinschaften und Kleriker. Psalmen wurden immer auch bei der Meditation der Passionsgeschichte genutzt, wodurch der Literalsinn der Psalmtexte in den Hintergrund trat.

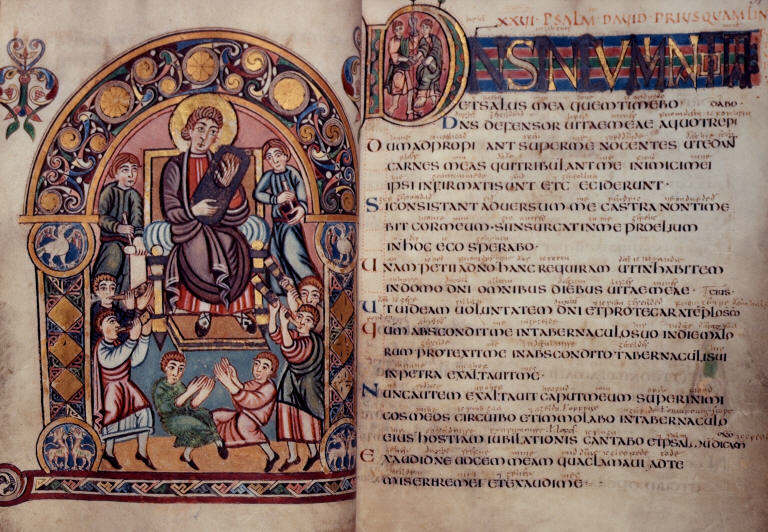
Vespasian-Psalter, fol. 30v./31r.: Links: David umgeben von Musikern; rechts: Psalm 26^{VUL} mit altenglischer Interlinearübersetzung (8. Jahrhundert, London, British Library, Cotton Vespasian A I)

In den Klosterschulen des Frühmittelalters lernten die Kinder, sobald sie das Alphabet beherrschten, im Alter von etwa sieben Jahren mit dem lateinischen Psalter das Lesen. Für Mönche war es obligatorisch, den Psalter auswendig zu beherrschen, um das Stundengebet vollziehen zu können. Etwa zwei bis drei Jahre wurden veranschlagt, um dieses Ziel zu erreichen. Aus dem Schulbetrieb stammen sechs Wachstafeln mit Psalmzitaten, die 1914 im Springmount-Moor (County Antrim, Nordirland) aufgefunden wurden. Sie wurden etwa 600 n. Chr. beschrieben und befinden sich heute im Irischen Nationalmuseum. Die Benediktsregel machte das Ideal, alle 150 Psalmen im Laufe einer Woche im Stundengebet zu rezitieren, zum „Goldstandard“ mittelalterlicher Klosterpraxis. Dem Mönch oder Kleriker wurde aber nahegelegt, über dieses Pensum hinaus fleißig Psalmen zu beten, die oft in Gruppen für die private Andacht zusammengestellt wurden. Beispielsweise war es üblich, morgens vor der Matutin die sieben Bußpsalmen zu beten, und Benedikt von Aniane empfahl ebenfalls vor der Matutin das Gebet der fünfzehn Wallfahrtspsalmen.
Als einziges biblisches Buch wurden Psalter im Mittelalter in größerer Zahl auch für Laien hergestellt. Wie gut diese den lateinischen Text verstanden, ist unbekannt (was für Mönche und Kleriker ebenfalls gilt), aber es gibt Hinweise darauf, dass man sich intensiv um das Verständnis des Textes bemühte: Lateinische Psalter wurden häufig mit Glossen in den Volkssprachen versehen. Der Vespasian-Psalter beispielsweise enthält eine altenglische Interlinearübersetzung (Foto).
Im Hochmittelalter wurde kein biblisches Buch an den Universitäten so intensiv auf seinen Wortsinn wie auf seine theologische Bedeutung hin untersucht wie der Psalter. Im Spätmittelalter und in der frühen Neuzeit wurde der Psalter schließlich zum „Bildungsbuch in der Hand der Laien.“

##### Illustration mittelalterlicher Psalterhandschriften
Die lateinischen Psalter des Mittelalters waren meist für den liturgischen Gebrauch eingerichtete Bücher, die außer dem Text der Psalmen auch Vorreden, Cantica, Litaneien und Kalendarien enthielten. Für die künstlerische Gestaltung der Handschriften wurde die Unterteilung des Textes in Psalmgruppen wichtig, denn die ersten Psalmen dieser Gruppen wurden oft auch optisch hervorgehoben. Verschiedene Gliederungssysteme waren nebeneinander in Gebrauch und konnten auch in einer Psalterhandschrift kombiniert werden. Die Zählung ist im Folgenden die der Vulgata, welche vom hebräischen Text und auch von modernen Übersetzungen abweicht:
- die schon in der Alten Kirche übliche, trinitarisch gedeutete Dreiteilung; sie hebt Psalm 1, Psalm 51VUL und Psalm 101VUL hervor;
- die Achtteilung des Psalterium Romanum: hier sind Psalm 1, Psalm 26VUL, Psalm 38VUL, Psalm 52VUL, Psalm 68VUL, Psalm 80VUL, Psalm 97VUL und Psalm 109VUL besonders betont;
- die Einteilung des Psalters in Zehnergruppen (Dekaden).

Die Entwicklung der Illustration geht von Initialen hin zu Bildseiten. Diese waren zunächst nicht direkt mit dem Psalmtext verbunden. So wurde als Autorenporträt oft der musizierende David dargestellt. Dies konnte zu Leben-David-Zyklen erweitert werden. Häufiger sind ab dem 11. Jahrhundert die Leben-Christi-Zyklen. Assoziativ oder typologisch konnten Szenen aus dem Alten und Neuen Testament Psalmversen zugeordnet werden. Ein anderer Typ von Psalterillustration setzte die Metaphern des Psalmtextes in Bilder um.

##### Lutherische und reformierte Tradition
Martin Luther ließ für seine Psalmenvorlesung 1513/1515 den Wolfenbütteler Psalter drucken. Darin deutete er die Psalmen christozentrisch.

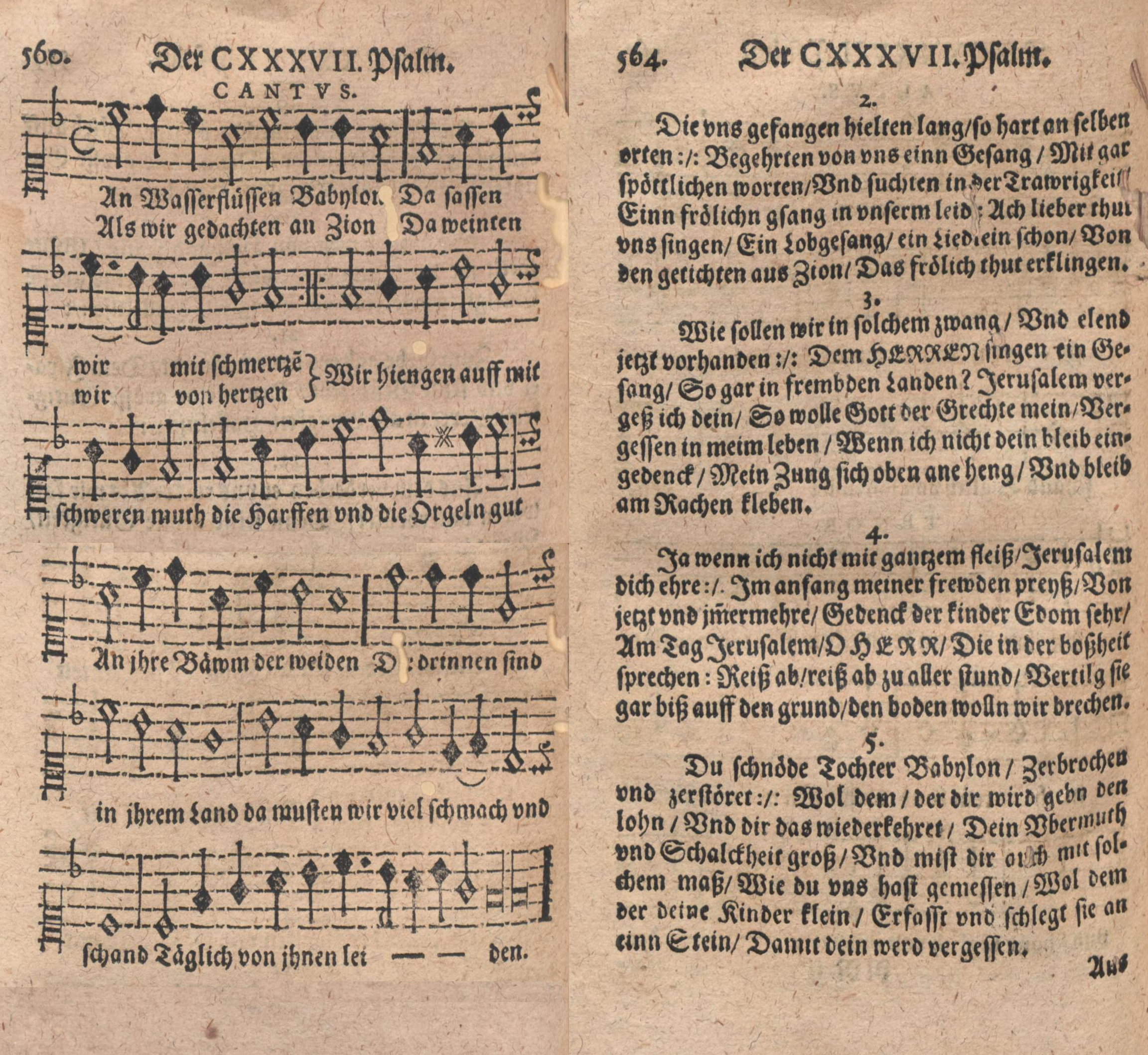
An Wasserflüssen Babylons (Psalm 137) im Becker-Psalter, vertont von Heinrich Schütz

Für Johannes Calvin ist bezeugt, dass er sich selbst mit David identifizierte (seine Anfeindungen durch Gegner, seine göttliche Erwählung) und das zeitgenössische Genf mit Israel. Das geht so weit, dass ein Großteil der autobiografischen Informationen Calvins aus dessen Psalmenkommentar erhoben werden. Nach Herman Selderhuis ist es besonders das Asyl-Motiv, das David mit Calvin verbindet. David musste zweimal fliehen, erst vor Saul und dann vor seinem Sohn Absalom. Calvin sah sich selbst als Flüchtling und hatte unter den aus Frankreich geflohenen Hugenotten seine treueste Anhängerschaft. Ihnen bot er mit dem Psalter David als Identifikationsfigur an.
In Genf war im späten 16. Jahrhundert ein großer Teil der Bevölkerung lesekundig. Die Anschaffung privater Liedpsalter wurde gefördert; diese waren wegen des geringeren Umfangs erschwinglicher als Bibeln. Den Quellen zufolge hielten Psalmbücher tatsächlich breiten Einzug in die Haushalte. Unterricht im Psalmsingen erteilten Kantoren, vielfach ehemalige Priester, die damit einen neuen Beruf fanden. Auf diese Kreise gehen auch die Melodien des Genfer Psalters zurück.
Im deutschsprachigen Raum war der Genfer Psalter in der Übersetzung von Ambrosius Lobwasser weit verbreitet.
Lutherische Autoren, Cornelius Becker (1602) und Johannes Wüstholz (1617), schufen eigene Liedpsalter. Ihr Hauptkritikpunkt am Lobwasser-Psalter war, er bleibe zu eng am alttestamentlichen Text und sei zu wenig auf Christus bezogen. Das betraf besonders die Summarien (Inhaltsangaben), die jedem Psalm vorangestellt waren. Becker und Wüstholz lieferten neue Summarien, ersetzten die „calvinistischen“ Melodien teilweise durch diejenigen von Luther-Chorälen und fügten Doxologien als Schlussstrophen an.

#### Heutige Praxis in den christlichen Konfessionen
Die muttersprachliche Psalmodie hat seit dem späten 20. Jahrhundert in mehreren Konfessionen an Bedeutung gewonnen; dabei zeigt sich nach Godehard Joppich, Christa Reich und Johannes Sell folgende Grundproblematik:
- Das chorische Lesen ermögliche nur ein intellektuelles Erfassen des Textes; seine poetische Qualität gehe „im Bemühen, mit der eigenen Stimme im gemeindlichen Gleichschritt zu bleiben“ verloren.
- Das antiphonale Psalmodieren erfordere ein Aufeinander-Hören, das kontinuierliches gemeinsames Üben voraussetze, wie es für eine Schola oder eine Kommunität möglich sei.

Als weitere Optionen bleiben der Psalmlied-Gesang und die responsoriale Psalmodie, bei dem eine Einzelstimme den Psalm vorträgt und die Gemeinde mit einem gleichbleibenden Ruf nach jedem Vers respondiert.

##### Stundengebet

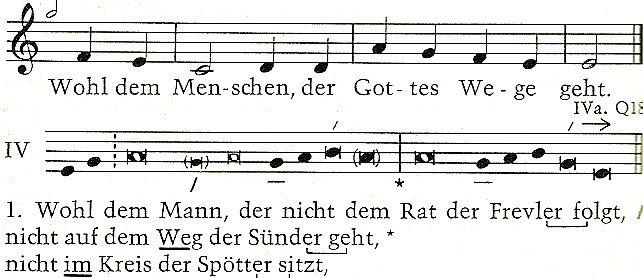
Vertonung von Psalm 1,1 als Psalmodie im IV. Ton mit Antiphon

Das Stundengebet der römisch-katholischen, orthodoxen, lutherischen, altkatholischen und anglikanischen Kirche besteht vorwiegend aus Psalmen. Die in der Westkirche traditionelle gregorianische Singweise der Psalmen (antiphonales Psallieren) wird bis heute in Latein oder der Landessprache beim Stundengebet in vielen monastischen Orden, Bruder- und Schwesternschaften praktiziert.
Unter liturgischem Psalter versteht man in der Liturgiewissenschaft das Verteilungssystem der Psalmen bzw. der Psalmantiphonen auf die Tagzeiten (Horen) im Stundengebet. Historisch können zwei Typen unterschieden werden:
- Monastisches Offizium, bei dem die Psalmen der Reihe nach als lectio continua angeordnet sind, und
- Kathedraloffizium, bei dem die Psalmen anlassbezogen oder der Tageszeit entsprechend ausgewählt werden.

Das Kathedraloffizium ist gegenüber der schlichten monastischen Psalmodie durch besondere ästhetische Gestaltung ausgezeichnet, so gibt es abends einen Lichtritus und einen Weihrauchritus (vgl. Psalm 141). Unter den westkirchlichen Liturgien im deutschsprachigen Raum entspricht das Stundengebet der Christkatholischen Kirche der Schweiz am klarsten dem Typ des Kathedraloffiziums, so Liborius Olaf Lumma.
Als Verteilungssystem stellt der liturgische Psalter zugleich ein „Psalmpensum“ dar, das heißt, das vorgeschriebene Gebet eines Quantums an Psalmen innerhalb eines bestimmten Zeitraumes.
In der anglikanischen Kirche gelang es, die über den Tag verteilten Horen zu einer Morgen- bzw. Abendhore (morning praise, evensong) zusammenzufassen und als Gemeindegottesdienste zu gestalten. Dabei folgte Thomas Cranmer Reformvorschlägen, die Francisco de Quiñones für das Breviergebet der Kleriker gemacht hatte. Der ganze Psalter wurde in diesen beiden Gebetszeiten im Lauf eines Monats fortlaufend durchgebetet, ohne eine Eignung bestimmter Psalmen für Morgen oder Abend oder für bestimmte Wochentage zu berücksichtigen. Antiphonen, Responsorien und Invitationen entfielen.
In der römisch-katholischen Kirche waren seit dem Konzil von Trient die 150 Psalmen auf die Horen einer Woche verteilt. Seit 1970 trat an Stelle des einwöchigen Schemas ein Vierwochenpsalter, bei dem in einzelnen Horen neben den Psalmen auch alt- oder neutestamentliche Cantica berücksichtigt werden. Eine wichtige Neuerung des Vierwochenpsalters ist, dass er die Lectio-continua-Psalmodie in der Vesper weitgehend aufgibt, die diese Gebetszeit seit dem Frühmittelalter (Benediktsregel) in der Westkirche geprägt hatte. An ihre Stelle treten inhaltlich ausgewählte Psalmen.
Das Schema der Psalmenverteilung im Monastischen Stundenbuch und im Benediktinischen Antiphonale geht auf Notker Füglister zurück, der stark von der Form- und Gattungskritik geprägt ist. Er regte an, dem Charakter des Wochentags entsprechend, Hymnen und Königspsalmen dem Sonntag, Individualklagen dem Freitag zuzuweisen. Die Haupthoren Laudes und Vesper sollten lyrische Hymnen und dramatische Dankpsalmen kennzeichnen, die Komplet lyrische Vertrauenspsalmen und die Vigilien sowohl epische Geschichts- und Weisheitspsalmen als auch dramatische Klagelieder.
Bei der Neuordnung des katholischen Stundengebets nach dem Zweiten Vatikanischen Konzil wurde auch die zugrunde liegende Psalmenhermeneutik in einem „offiziellen Metatext“ (Harald Buchinger), der Allgemeinen Einführung in das Stundengebet (AES), erläutert. Unter der Überschrift Die Psalmen und ihr Verhältnis zum christlichen Gebet heißt es zunächst: „Die Kirche betet mit jenen großartigen Liedern, die heilige Verfasser im Alten Bund auf Eingebung des Geistes Gottes gedichtet haben.“ (AES 100) Dabei gelte es, als christlicher Beter dem Wortsinn getreu zu folgen, dann aber auch auf den Vollsinn zu achten, vor allem jenen messianischen Sinn, „um dessentwillen die Kirche das ganze Psalmenbuch übernommen hat.“ (AES 109) „Die Tradition der lateinischen Kirche kennt drei Hilfsmittel, um die Psalmen zu verstehen und sie zu christlichen Gebeten zu machen: die Überschriften, die Psalmorationen [im Anhang der Liturgia Horarum] und vor allem die Antiphonen.“ (AES 110) Die neuere liturgiewissenschaftliche Diskussion stellt in diesen Ausführungen ein hermeneutisches Stufenmodell fest (erst die Würdigung des Wortsinns, dann Aufstieg zum Vollsinn) sowie ein offenbarungstheologisches Entwicklungsdenken: von Israel zur Kirche.

##### Heilige Messe nach dem Zweiten Vatikanischen Konzil
Als eine der Hauptquellen der Proprien sind Psalmen im Katholizismus Bestandteil der heiligen Messe. Die Liturgiereform nach dem Zweiten Vatikanischen Konzil hat für die heilige Messe im Grundsatz den wichtigen Platz der Psalmen als Begleitgesang zum Einzug, zur Gabenbereitung und zur Kommunion wieder hergestellt, wie er seit der Zeit des Frühchristentums üblich gewesen war, bis diese Praxis ab dem Mittelalter verfiel. In der Agenda der Grundordnung des Römischen Messbuchs (GRM) von 2002 sind Psalmen vorgesehen beim Einzug (Nr. 47f), als Antwortpsalm nach der ersten Lesung (Nr. 61), als Gesang zur Darbringung der Gaben während der Gabenprozession (Nr. 74) und als Gesang zur Kommunion (Nr. 86f). Der Antwortpsalm ist „wesentlicher Bestandteil der Liturgie des Wortes“ und von „großer pastoraler und liturgischer Bedeutung“, weil er die Betrachtung des Wortes Gottes fördert; er vertieft die erste Lesung, wird aber zugleich selbst als biblische Lesung verstanden. Das Lektionar sieht für jede Messfeier einen eigens ausgewählten Psalm nach der ersten Lesung vor. In manchen Gemeinden ist jedoch noch die früher in der Betsingmesse geläufige Praxis üblich, den Antwortpsalm durch eine zum Inhalt der Lesung passende Liedstrophe zu ersetzen; dies ist im Messbuch nur als Ersatz „im Notfall“ vorgesehen, wird jedoch oft praktiziert; auch zum Einzug, zur Gabenbereitung und zur Kommunion hat sich der Psalmengesang im deutschsprachigen Bereich nicht durchsetzen können.
Psalmen können außerdem bei der Spendung von Sakramenten und Sakramentalien, bei Prozessionen und Wallfahrten gesungen und gebetet werden. Beim kirchlichen Begräbnis sieht das Graduale Romanum Psalmen im Sterbehaus, während des Ganges vom Sterbehaus zur Kirche, beim Gang zum Friedhof und am Grab vor.

##### Reformierter Liedpsalter
In den Reformierten Kirchen ist der Psalmengesang (Genfer Psalter) seit dem 16. Jahrhundert ein Hauptelement des Gemeindegottesdienstes. Traditionell gab es unter anderem in Genf zweimal jährlich einen besonderen Gottesdienst, in dem alle 150 Psalmen, das Zehngebotelied und das Nunc dimittis gesungen wurden. Im Gottesdienst der Evangelisch-reformierten Kirchen der deutschsprachigen Schweiz ist heute ein Gebet mit Psalmworten üblich, das auch als Psalm im Wechsel gestaltet sein kann. Die Schweizer reformierten Kirchen entschieden sich für eine Auswahl wichtiger Psalmen, sowohl klassisch-reformierte Liedpsalmen als auch neue Psalmlieder und Lesepsalmen. Vollständige Liedpsalter, teilweise mit Neubereimungen, gibt es beispielsweise in den reformierten Kirchen Ungarns (1948), der Niederlande (1973), Kanadas (1984), Frankreichs (1995), Deutschlands (1996) und Italiens (1999).

##### Evangelisches Gottesdienstbuch
Die liturgische Erneuerung in der evangelisch-lutherischen Kirche führte im 20. Jahrhundert zunächst zu einer Rückgewinnung des gesungenen Introituspsalms, der im Mittelalter zu einem Vers verkürzt worden war: nun eine von der Antiphon gerahmte Einheit von 6 bis 8 Psalmversen. In der Regel folgte deren kirchenjahreszeitliche Auswahl der mittelalterlichen Tradition. Die christliche Aneignung des Psalters war für Herbert Goltzen 1963 noch völlig unproblematisch: „Die luth. Kirche jedenfalls hat in ihren Psalmliedern nicht nur biblizistische, alttestamentliche ‚Bereimungen‘ geschaffen, wie sie in den reformierten ‚Psalmen‘ vorliegen, sondern sie hat den in dem at. [= alttestamentlichen] Psalm verborgenen ‚Namen‘ Jesu Christi unbefangen im Psalmlied ausgesprochen.“ Das begründete aus seiner Sicht auch die Auswahl einzelner Psalmverse und deren Neuzusammenstellung für den Introituspsalm.
Seit den 1970er Jahren wuchs im Raum der EKD das Interesse an Psalmen im Gottesdienst. Zusammenhängende längere Passagen aus Psalmen traten damit an die Stelle der im 19. Jahrhundert weit verbreiteten, durch die Preußische Agende geförderten „(Bibel)Spruch-Liturgik.“ Im Eingangsteil des Gottesdienstes einen Psalm im Wechsel zu sprechen, ist seitdem allgemein üblich. Die Psalmen im Evangelischen Gesangbuch waren allerdings für das private Gebet gedacht und wurden dann anders als intendiert vielerorts für die Beteiligung der Gemeinde beim Eingangspsalm genutzt. Somit ist das chorische Sprechen üblicher als der von den liturgischen Kommissionen eigentlich bevorzugte gregorianische Gesang.
Der Ausschuss Juden und Christen in der Erneuerten Agende war an den Vorarbeiten zum Evangelischen Gottesdienstbuch von 1999 beteiligt; er problematisierte unter anderem das Gloria Patri nach dem Eingangspsalm und schlug biblische Doxologien als Alternative zu diesem trinitarischen Lobspruch vor. Das Gottesdienstbuch hält aber am Gloria Patri nach dem Psalm fest, da Differenzen im jüdisch-christlichen Dialog (wie die Trinitätslehre) nicht verschleiert werden sollten.

##### Religionspädagogik und Seelsorge
Ingo Baldermann regte die Verwendung von Psalmen als „Gebrauchstexten“ in der Religionspädagogik an. Die Bedeutung von Psalmen in der Seelsorge, obwohl wenig untersucht, ist nach Einschätzung von Henning Schröer erheblich, besonders in der Krankenhausseelsorge. Klagepsalmen werden auch in der Trauerbegleitung eingesetzt.

### Psalmvertonungen
Alle Psalmen sind als Psalmodien, Kirchenlieder und liturgische Gesänge vertont. Später wurden die Psalmtexte häufig in eine Reim- und Strophenform überführt. In der reformierten Tradition wird auch das Psalmlied als „Psalm“ bezeichnet; im Luthertum dagegen ist „Psalm“ stets ein biblischer Text.
Bis zum Barock war das Publikum von Psalmvertonungen in der Regel die zum Gottesdienst versammelte Gemeinde. Ihr galten die Kompositionen von Josquin Desprez, Heinrich Schütz, Salamone Rossi. Strenge Vorgaben für die Kultmusik führten besonders in der Orthodoxie dazu, dass Psalmvertonungen als persönliche Bekenntnismusik außerhalb des Gottesdienstes geschaffen wurden (Wassili Polikarpowitsch Titow). Im Konzertsaal der Klassik und Romantik wurden Psalmen auch in einem konfessions- oder religionsübergreifenden Kontext aufgeführt. Beispielsweise legte Louis Spohr seinen Psalmvertonungen die deutsche Übersetzung Moses Mendelssohns zugrunde. Komponisten des 19. Jahrhunderts nutzten Psalmen für unterschiedliche musikalische Formen: von der Orgelsonate (Julius Reubke: Der 94. Psalm) bis zur Sinfonie (Anton Bruckner: 150. Psalm). Im 20. Jahrhundert entstanden, so Gustav A. Krieg, stilistisch eher konservative Werke für das Gemeindepublikum, wobei aber die kompositorischen Möglichkeiten beispielsweise durch Stilmittel des Jazz erweitert wurden (Heinz Werner Zimmermann). Igor Strawinskys Psalmensymphonie oder die Chichester Psalms von Leonard Bernstein sind als Kirchen- oder Synagogenkonzert aufführbar. Größere Experimentierfreiheit biete der Konzertsaal, etwa bei Henri Pousseur, Sept Versets de la Pénitence. Steve Reich bereitete sein Werk Tehillim (1981) durch das Studium nicht-aschkenasischer Kantillationen vor, die er für authentischer hielt.

### Textausgaben
- Biblia Hebraica Stuttgartensia. Deutsche Bibelgesellschaft, 5. Auflage Stuttgart 1997, ISBN 3-438-05219-9.
- Alfred Rahlfs, Robert Hanhart: Septuaginta: Id Est Vetus Testamentum Graece Iuxta LXX Interpretes. Deutsche Bibelgesellschaft, Stuttgart 2006. ISBN 978-3-438-05119-6.

### Deutsche Psalter-Übersetzungen (Auswahl)
- Martin Buber: Das Buch der Preisungen. Verdeutscht von Martin Buber. Hegner, Köln 1966, ISBN 978-3-417-00648-3
- Romano Guardini: Deutscher Psalter. Nach der lateinischen Ausgabe Papst Pius’ XII. übersetzt. Kösel, 3. Auflage München 1954.
- Moses Mendelssohn (Übers.): Die Psalmen. Diogenes, Zürich 1998, ISBN 3-257-23020-6.
- Münsterschwarzacher Psalter. Vier Türme, Münsterschwarzach 2003, ISBN 978-3-87868-236-3.

### Fachlexika
- Friedhelm Hartenstein, Bernd Janowski, Angelus A. Häußling, Alexander Völker, Hans-Jürg Stefan, Ingo Baldermann, Konrad Klek: Psalmen/Psalter. In: Religion in Geschichte und Gegenwart (RGG). 4. Auflage. Band 6, Mohr-Siebeck, Tübingen 2003, Sp. 1761–1785.
- Klaus Seybold, Siegfried Raeder, Henning Schröer: Psalmen/Psalmenbuch. In: Theologische Realenzyklopädie (TRE). Band 27, de Gruyter, Berlin / New York 1997, ISBN 3-11-015435-8, S. 610–637.

### Einführungen, Überblicksdarstellungen
- Erich Zenger, Frank-Lothar Hossfeld: Das Buch der Psalmen. In: Christian Frevel (Hrsg.): Einleitung in das Alte Testament. 9., aktualisierte Auflage. Kohlhammer, Stuttgart 2016, ISBN 978-3-17-030351-5, S. 431–455.
- Markus Witte: Der Psalter. In: Jan Christian Gertz (Hrsg.): Grundinformation Altes Testament. 6., überarbeitete und erweiterte Auflage. Vandenhoeck & Ruprecht, Göttingen 2019, ISBN 978-3-8252-5086-7, S. 414–432.
- Hanna Liss: Das Buch Tehillim (Psalmen). In: Tanach. Lehrbuch der jüdischen Bibel (= Schriften der Hochschule für Jüdische Studien. Band 8). Universitätsverlag C. Winter, 4., völlig neu überarbeitete Auflage Heidelberg 2019, ISBN 978-3-8253-6850-0, S. 417–428.
- Johannes Schnocks: Psalmen, Grundwissen Theologie (UTB 3473), Paderborn 2014, ISBN 978-3-8252-3473-7.
- Klaus Seybold: Die Psalmen. Eine Einführung. 2. Auflage Stuttgart 1991, ISBN 3-17-011122-1
- Beat Weber: Werkbuch Psalmen III. Theologie und Spiritualität des Psalters und seiner Psalmen. Kohlhammer, Stuttgart 2010, ISBN 978-3-17-018676-7
- William P. Brown (Hrsg.): The Oxford Handbook of the Psalms. Oxford University Press, New York 2014. ISBN 978-0-19-978333-5.

### Kommentare
- Walter Brueggemann, William H. Bellinger Jr.: Psalms (= New Cambridge Bible Commentary). Cambridge University Press, Cambridge u. a. 2014. ISBN 978-0-521-84092-7.
- Susan Gillingham: Psalms Through the Centuries (= Blackwell Bible Commentaries. Bände 1 bis 3)

Band 1: Psalms Through the Centuries. Wiley, Chichester 2012. ISBN 978-0-470-67490-1.
Band 2: A Reception History Commentary on Psalms 1–72. Wiley, Chichester 2020. ISBN 978-1-119-48018-1.
Band 3: A Reception History Commentary on Psalms 73–151. Wiley, Chichester 2022. ISBN 978-1-119-54225-4.
- Frank-Lothar Hossfeld, Erich Zenger: Die Psalmen I. Psalm 1–50. (= Neue Echter Bibel.AT. Band 29) Würzburg 1993. ISBN 3-429-01503-0.
- Frank-Lothar Hossfeld, Erich Zenger: Die Psalmen II. Psalm 51–100. (= Neue Echter Bibel.AT. Band 40) Würzburg 2002, ISBN 978-3-429-02359-1.
- Dieter Böhler: Psalmen. Psalm 1–50. (= Herders Theologischer Kommentar zum Alten Testament). Herder, Freiburg 2021, ISBN 978-3-451-26825-0.
- Frank-Lothar Hossfeld, Erich Zenger: Psalmen. Psalm 51–100. (= Herders Theologischer Kommentar zum Alten Testament). Herder, 3. Auflage Freiburg 2007, ISBN 978-3-451-26826-7.
- Frank-Lothar Hossfeld, Erich Zenger: Psalmen. Psalm 101–150. (= Herders Theologischer Kommentar zum Alten Testament). Herder, Freiburg 2008, ISBN 978-3-451-26827-4.
- Hans-Joachim Kraus: Psalmen 1–59 (= Biblischer Kommentar Altes Testament. Band 15/1). Neukirchener Verlag, Neukirchen-Vluyn (8)2003, ISBN 3-7887-2028-X.
- Hans-Joachim Kraus: Psalmen 60–150 (= Biblischer Kommentar Altes Testament. Band 15/2). Neukirchener Verlag, Neukirchen-Vluyn (8)2003, ISBN 3-7887-2028-X.
- Hans-Joachim Kraus: Theologie der Psalmen (= Biblischer Kommentar Altes Testament. Band 15/3). Neukirchener Verlag, Neukirchen-Vluyn (8)2003, ISBN 3-7887-2029-8.
- Beat Weber: Werkbuch Psalmen I. Die Psalmen 1 bis 72. Kohlhammer, Stuttgart 2001, ISBN 978-3-17-016312-6 (unveränderte Neuauflage: 2008 [als Book on Demand]).
- Beat Weber: Werkbuch Psalmen II. Die Psalmen 73 bis 150. Kohlhammer, Stuttgart 2003, ISBN 978-3-17-016313-3.

### Sammelbände
- Erich Zenger (Hrsg.): Der Psalter in Judentum und Christentum (= Herders Biblische Studien. Band 18). Herder, Freiburg im Breisgau u. a. 1998, ISBN 3-451-26664-4.
- Erich Zenger (Hrsg.): The Composition of the Book of Psalms (= Bibliotheca Ephemeridum Theologicarum Lovaniensum. Band 238). Peeters, Leuven 2010, ISBN 978-90-429-2329-4.

### Monographien und Artikel
- Egbert Ballhorn: Zum Telos des Psalters. Der Textzusammenhang des Vierten und Fünften Psalmenbuches (Ps 90–150) (= Bonner Biblische Beiträge. Band 138). Philosophische Verlagsgesellschaft, Berlin/Wien 2004, ISBN 3-8257-0290-1.
- Ulrich Dahmen: Psalmen- und Psalterrezeption im Frühjudentum. Rekonstruktion, Textbestand, Struktur und Pragmatik der Psalmengruppe 11QPs aus Qumran. Brill, Leiden 2003, ISBN 90-04-13226-0.
- Dorothea Erbele-Küster: Lesen als Akt des Betens: Eine Rezeptionsästhetik der Psalmen (= Wissenschaftliche Monographien zum Alten und Neuen Testament. Band 87). Neukirchener Verlag, Neukirchen-Vluyn 2001, ISBN 978-3-7887-1812-1.
- Hartmut Gese: Die Entstehung der Büchereinteilung des Psalters. In: Vom Sinai zum Zion. Alttestamentliche Beiträge zur biblischen Theologie. München 1974, S. 159–167.
- Bernd Janowski: Konfliktgespräche mit Gott. Eine Anthropologie der Psalmen. 6., durchgesehene und erweiterte Auflage. Vandenhoeck & Ruprecht, Göttingen 2021, ISBN 978-3-7887-2698-0 (1. Auflage: Neukirchen-Vluyn 2003).
- Bernd Janowski: Die „Kleine Biblia“. Der Psalter als Gebetbuch Israels und der Kirche. In: Jahrbuch für Biblische Theologie 32 (2017), S. 3–25 (online).
- Reinhard Gregor Kratz: Die Tora Davids. Psalm 1 und die doxologische Fünfteilung des Psalters. In: Zeitschrift für Theologie und Kirche, Jg. 93 (1996), Heft 1, S. 1–34.
- Kathrin Liess: Der Weg des Lebens: Psalm 16 und das Lebens- und Todesverständnis der Individualpsalmen. Mohr Siebeck, Tübingen 2004, ISBN 3-16-148306-5.
- Matthias Millard: Die Komposition des Psalters. Ein formgeschichtlicher Ansatz (= FAT 9). Mohr Siebeck, Tübingen 1994, ISBN 3-16-146214-9.
- Eckart Otto, Erich Zenger: Mein Sohn bist du (Psalm 2,7). Studien zu den Königspsalmen (= Stuttgarter Bibelstudien. Band 192). Verlag Katholisches Bibelwerk, Stuttgart 2001, ISBN 3-460-04921-9.
- Markus Saur: Die Königspsalmen. Studien zur Entstehung und Theologie. de Gruyter, Berlin 2004, ISBN 3-11-018015-4 (zugleich Diss., Universität Erlangen-Nürnberg 2003).
- Augustinus Friedbert Weber: Der Heilige Geist als Bildhauer. Zur Auslegung des Psalters bei Gregor von Nyssa. In: Erbe und Auftrag, Jg. 80 (2004), S. 308–318.
- Erich Zenger: Der Psalter als Heiligtum. In: Beate Ego (Hrsg.): Gemeinde ohne Tempel: Zur Substituierung und Transformation des Jerusalemer Tempels und seines Kults im Alten Testament, antiken Judentum und frühen Christentum (= Wissenschaftliche Untersuchungen zum Neuen Testament. Band 118). Mohr Siebeck, Tübingen 1999, S. 115–130, ISBN 3-16-147050-8.